# Babe Ruth
George Herman "Babe" Ruth, Jr. (Baltimore, 6 de fevereiro de 1895 — Nova Iorque, 16 de agosto de 1948), mais conhecido como Babe Ruth e Bambino, foi um jogador americano de beisebol. Começou sua carreira na MLB como arremessador canhoto jogando pelo Boston Red Sox, mas atingiu fama como rebatedor, jogando como defensor externo pelo New York Yankees. Ruth estabeleceu muitos recordes em rebatidas (e alguns como arremessador), incluindo home runs na carreira (714), corridas impulsionadas (RBIs) (2213), walks (2062), slugging percentage (.690), e on-base plus slugging (OPS) (1.164); os dois últimos permanecem até hoje. Ruth é tido como um dos grandes heróis do esporte americano e é considerado por muitos como o maior jogador de beisebol de todos os tempos. É um dos cinco primeiros a entrar para o National Baseball Hall of Fame and Museum em 1936.
Aos 7 anos de idade, Ruth foi enviado para a escola St. Mary's Industrial School for Boys, um reformatório onde aprendeu lições de vida e habilidades do beisebol do Irmão Matthias Boutlier do Christian Brothers, um disciplinador da escola e bom jogador de beisebol. Em 1914, Ruth assinou com as ligas menores jogando pelo Baltimore Orioles mas logo foi vendido para o Red Sox. Por volta de 1916, já tinha significativa reputação como ótimo arremessador e às vezes rebatia longos home runs, um feito pouco usual para qualquer jogador pré-1920 na era da bola morta. Embora Ruth tenha vencido, por duas vezes, 23 jogos em uma temporada como arremessador e campeão por três vezes da World Series com o Boston, ele queria jogar todo dia e foi permitido que começasse a atuar como defensor externo. Com tempo de jogo mais regular, quebrou o recorde de home runs em temporada única em 1919.
Depois desta temporada, o proprietário do Red Sox, Harry Frazee, de maneira controversa vendeu Ruth ao Yankees, um ato que, juntamente com a subsequente seca de campeonatos do Boston, se popularizou como a "Maldição do Bambino". Em seus quinze anos  com o New York, Ruth ajudou o Yankees com sete campeonatos da Liga Americana e quatro World Series. Seu poder em rebatidas o levou a ter cada vez mais home runs o que, não só atraía os fãs para os estádios e impulsionou a popularidade do esporte como também ajudou a inaugurar a era da Bola viva do beisebol, em que se evoluiu de um jogo de baixa pontuação e muito mais estratégico para um esporte onde o home run era um fator importante. Como parte do Yankees, conhecido na época como "Murderer's Row" de 1927, Ruth rebateu 60 home runs, estendendo seu recorde em temporada única da MLB. Se aposentou em 1935 após um curto período com o Boston Braves. Durante sua carreira, Ruth levou o título de mais home runs durante a temporada em doze ocasiões.
A personalidade forte e carismática de Ruth fizeram dele importante figura no chamado "Roaring Twenties". Durante sua carreira, foi alvo de intensa publicidade e atenção pública por seus feitos no beisebol e sua fama fora de campo como beberrão e mulherengo. Seu estilo de vida, muitas vezes imprudente foi temperado pela sua vontade de fazer o bem, visitando crianças em hospitais e orfanatos. Foi lhe negado cargos no beisebol após sua aposentadoria, muito provavelmente pelo seu mau comportamento durante parte de sua carreira. Em seus anos finais, Ruth fez muitas aparições públicas, especialmente em apoio ao esforço de guerra durante a Segunda Guerra Mundial. Em 1946, foi diagnosticado com câncer e morreu dois anos mais tarde Ruth permanece como parte da cultura americana e em 2018, o Presidente Donald Trump lhe concedeu, de maneira póstuma, a Medalha Presidencial da Liberdade.

## Primeiros anos

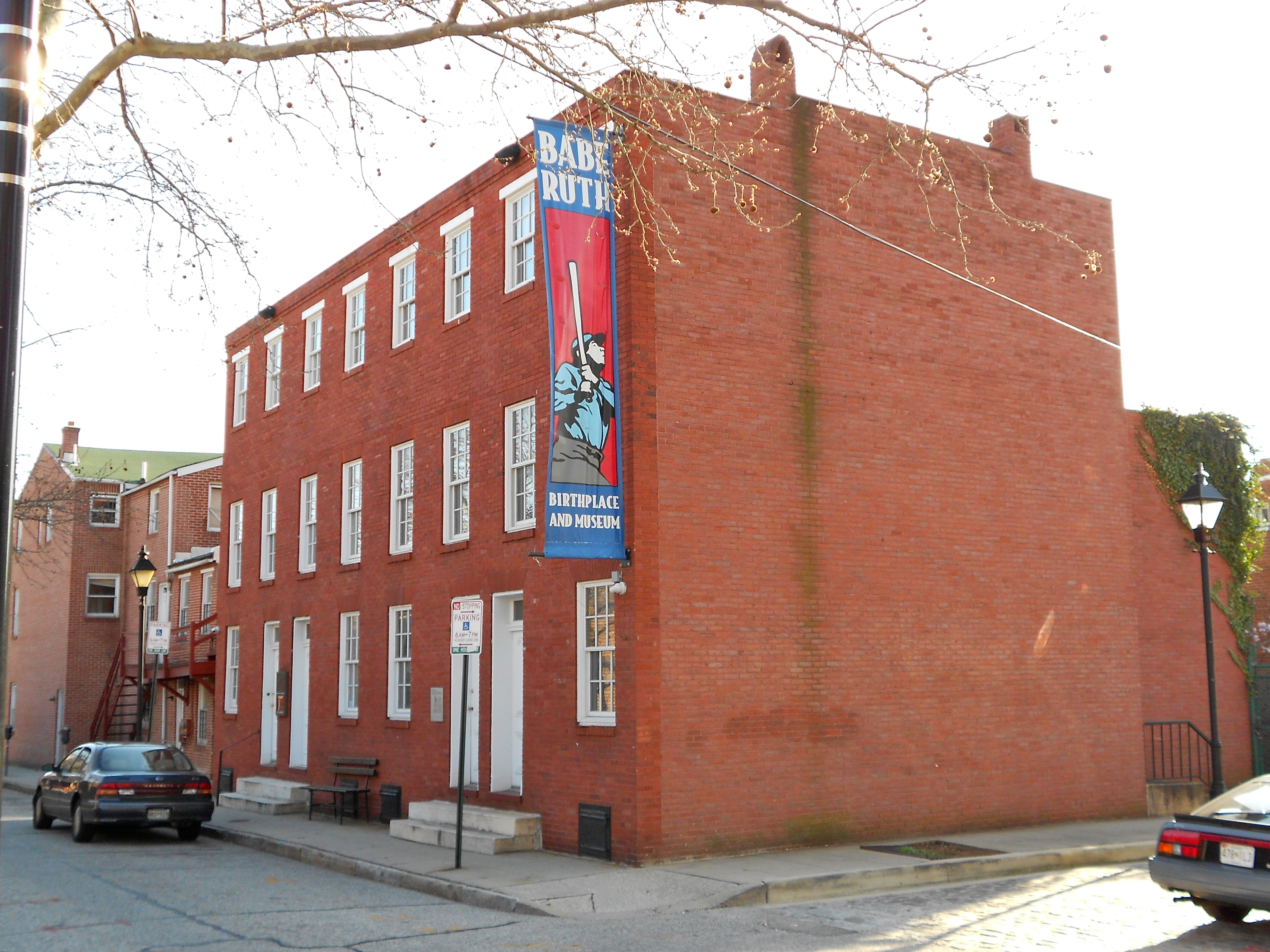
Local de nascimento de Babe Ruth em Baltimore, Maryland

George Herman Ruth Jr. nasceu em 1895 no número 216 da Emory Street em Pigtown, um bairro da classe operária de Baltimore, Maryland, que tinha este nome pelos diversos frigoríficos na região. Sua população incluía recentes imigrantes da Irlanda, Alemanha e Itália, além de afro-americanos. Os pais de Ruth, George Herman Ruth, Sr. (1871–1918) e Katherine Schamberger, eram ambos germano-americanos. De acordo com o censo de 1880, seus pais John e Mary eram naturais de Maryland. Os avós paternos de Ruth Sr. eram da Prússia e de Hanôver, respectivamente. Ruth Sr. teve vários empregos, incluindo vendedor de para-raios e operador de bonde, antes de se tornar balconista em uma mercearia/bar na Frederick Street. George Ruth Jr. nasceu na casa de seu avô materno, Pius Schamberger, um imigrante alemão e sindicalista. Apenas um dos setes irmãos do jovem George, sua irmã mais jovem Mamie, sobreviveu à infância.

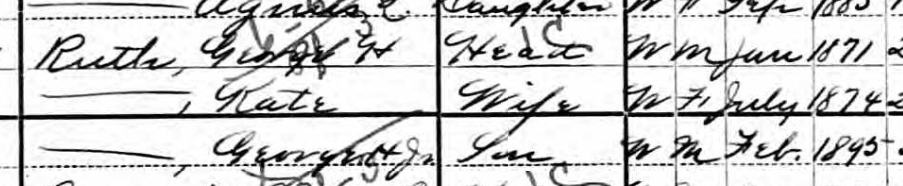
A família de George Herman Ruth Sr. no censo americano de 1900

Muitos aspectos da infância de Ruth são indeterminados, incluindo a data do casamento de seus pais. Quando jovem, George se mudou com a família para o número 339 da South Woodyear Street, não muito longe dos pátios da ferrovia; naquela época, com o garoto aos 6 anos de idade, seu pai tinha um bar com um apartamento no andar de cima no 426 da West Camden Street. Detalhes são igualmente escassos por quais motivos o jovem George foi enviado aos 7 anos para a escola St. Mary's Industrial School for Boys, um reformatório e orfanato. Quando adulto, Babe Ruth sugeriu que não só ficava correndo pelas ruas e raramente ia à escola, como também bebia cerveja quando  seu pai não estava por perto. Alguns relatos dizem que, após um incidente violento no bar de seu pai, as autoridades da cidade decidiram que este ambiente era inadequado para uma criança pequena. Na escola St. Mary's, na qual George Jr. entrou em 13 de junho de 1902, foi registrado como "incorrigível"; passou mais de doze anos ali.

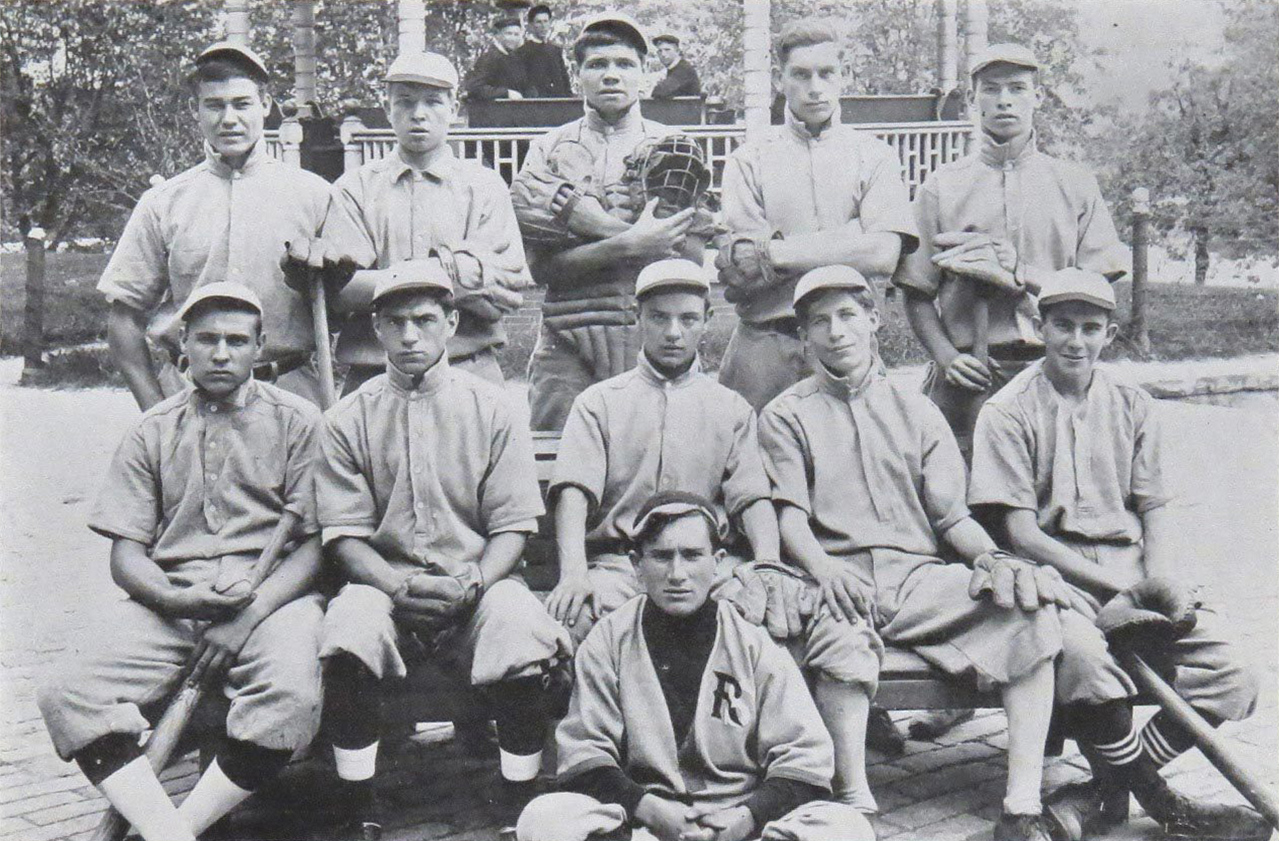
Ruth (fila de cima ao centro) na escola St. Mary's Industrial School for Boys em Baltimore, Maryland, em 1912

Embora os internos de St. Mary recebessem educação, também se esperava que os alunos aprendessem habilidades de trabalho e ajudassem a operar a escola, particularmente quando chegassem aos 12 anos de idade. Ruth se tornou fabricante de camisas e foi proficiente como carpinteiro. Ele mesmo ajustava seus colarinhos ao invés de entregá-los a um alfaiate, mesmo durante sua bem paga carreira no beisebol. Os garotos, com idade de 5 até 21, faziam a maior parte do trabalho das instalações, de cozinhar até fabricação de calçados, e reformaram a escola em 1912. A comida era simples e os irmãos conhecidos como Xaverian Brothers, que administravam a escola, insistiam na disciplina estrita; punições físicas eram comuns. O apelido de Ruth era "Niggerlips" (em português:  lábios de crioulo), devido às suas características faciais e por ser mais escuro que a maioria dos garotos brancos do reformatório.
À Ruth era permitido, algumas vezes, se juntar à sua família, ou era colocado na St. James's Home, uma residência supervisionada com trabalho na comunidade, mas ele sempre retornava ao St. Mary's. Ruth era raramente visitado por sua família; sua mãe morreu quando ele tinha 12 anos e segundo alguns relatos, foi permitido que ele deixasse a St. Mary's apenas para participar do funeral. Como Ruth iniciou no beisebol também é incerto: de acordo com um relato, sua entrada na St. Mary's foi devido suas repetidas destruições de janelas em Baltimore com suas longas rebatidas enquanto jogava street ball; em outros relatos, foi-lhe dito que fizesse parte do time em seu primeiro dia na St. Mary's pelo diretor de esportes da escola, Irmão Herman, se tornou receptor embora canhotos raramente joguem nesta posição. Durante sua estadia por lá também jogou como terceira base e interbases, mais uma vez pouco usual para canhotos, e foi forçado a usar luvas para destros. Ruth foi encorajado em suas atividades pelo chefe da turma de disciplina, Irmão Matthias Boutlier, nativo da Nova Escócia. Homem forte, Irmão Matthias era altamente respeitado pelos garotos tanto por sua força como pelo seu bom senso de justiça. Pelo resto da vida, Ruth elogiaria Irmão Matthias, e seu estilo de rebater e correr muito próximo de seu professor. Ruth afirmava: "Acho que nasci como rebatedor no primeiro dia em que o vi rebater uma bola." O velho se tornou seu mentor e modelo de vida; o biógrafo Robert W. Creamer comentou a proximidade entre os dois:
Ruth reverenciava o Irmão Matthias ... o que é incrível, considerando que Matthias estava no comando em fazer mudanças no comportamento dos garotos e Ruth era um dos mais mal comportados de todos os tempos. ... George Ruth chamou a atenção do Irmão Matthias bem cedo, e a calma e  considerável atenção que o grande homem deu ao jovem rebelde acendeu uma faísca na alma do menino ... [isto deve ter] atenuado a selvageria do garoto mais nojento que eu já ouvi falar de pelo menos meia dúzia de seus contemporâneos no beisebol, que o descrevem com espanto e admiração como "um animal."— Robert W. Creamer.

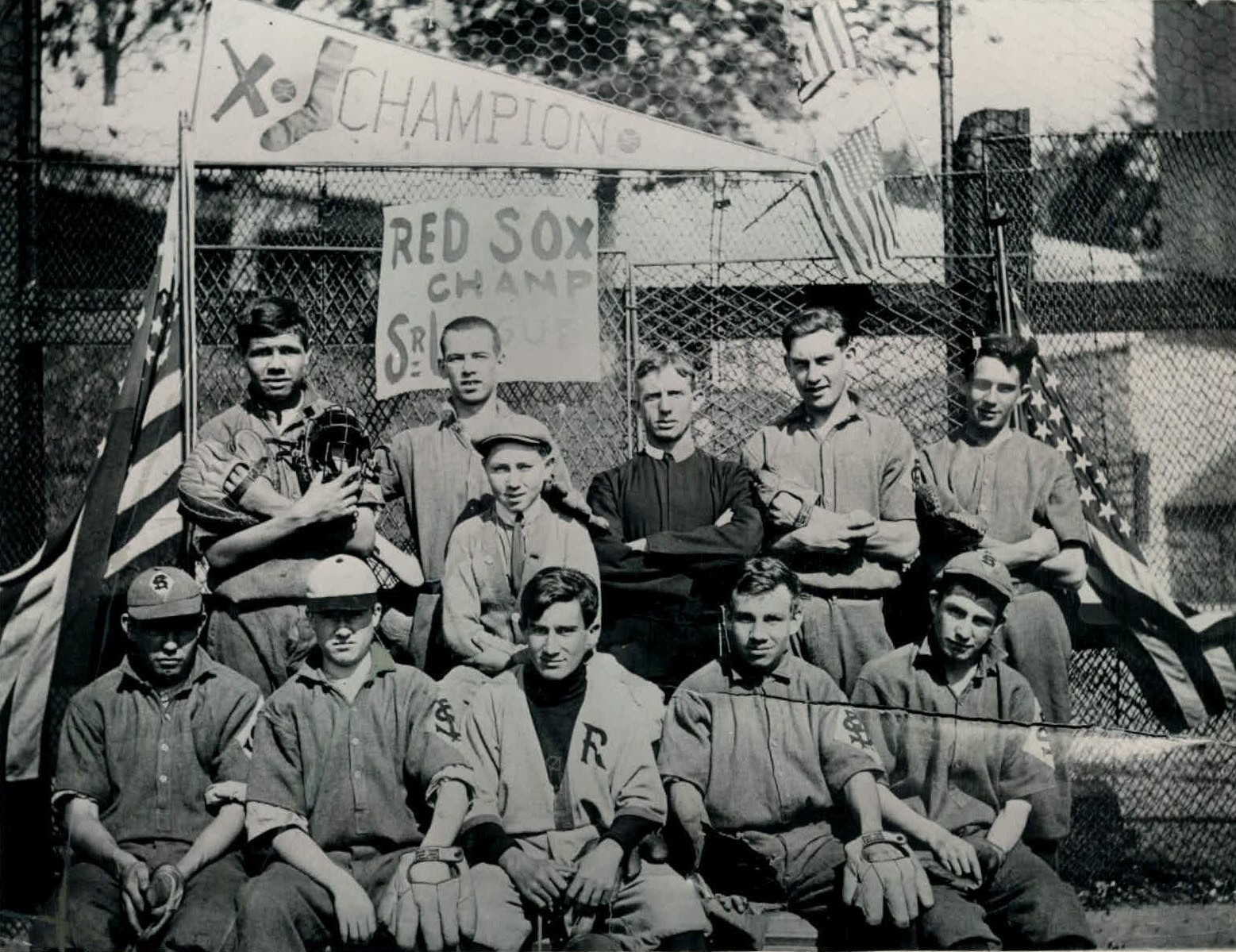
Ruth (fila de cima à esquerda) na St. Mary's em 1912.

A influência da escola permaneceu com Ruth de outras maneiras: católico por toda a vida, por algumas vezes ele ia para a igreja após farrear toda a noite e se tornou um membro bem conhecido da organização Knights of Columbus. Visitou orfanatos, escolas e hospitais durante toda sua vida, sempre evitando publicidade. Ruth foi generoso com a St. Mary's quando se tornou famoso e rico, doando dinheiro e se fazendo presente para angariar fundos para a escola; gastou $5000 para comprar um Cadillac para o Irmão Matthias em 1926—subsequentemente o repondo quando este carro foi destruído em um acidente. Mesmo assim, seu biógrafo Leigh Montville sugeriu que muitos dos excessos fora de campo na carreira de Ruth foram impulsionadas por suas privações de seus tempos na St. Mary's.
A maioria dos garotos na St. Mary's jogava beisebol, com ligas organizadas em diferentes níveis de proficiência. Ruth mais tarde estimou que tenha jogado 200 jogos por ano enquanto constantemente subia a escada do sucesso. Embora jogasse em todas as posições, incluindo campista interno, normalmente reservada para destros, ganhou notoriedade como arremessador. De acordo com o Irmão Matthias, Ruth, certa feita, estava de pé rindo dos esforços atrapalhados nos arremessos dos colegas, e Matthias disse a ele para ir até lá e ver se podia fazer melhor. Após se tornar o melhor arremessador de  St. Mary's, em 1913, quando Ruth tinha 18 anos, foi permitido que ele deixasse o local para jogar nos fins de semana em equipes da comunidade. Foi mencionado em diversos artigos de jornal, tanto pela intrepidez de seus arremessos como a habilidade de rebater longos home runs.

## Beisebol profissional

### Liga menor, Baltimore Orioles
No começo de 1914, Ruth assinou contrato com um time profissional através de Jack Dunn, proprietário e gerente do Baltimore Orioles das ligas menores, um time da International League. As circunstâncias da assinatura de  Ruth não podem ser afirmadas com certeza, com fatos históricos obscurecidos por estórias que podem não ser todas verdadeiras. Segundo alguns relatos,  Dunn foi instado a participar de uma partida entre o all-star de St. Mary's e uma outra equipe de outra instalação do Xaverian Brothers, Mount St. Mary's College. Algumas versões dizem que Ruth fugiu do esperado jogo, retornou em tempo de ser punido e então arremessou na vitória do St. Mary's enquanto Dunn assistia ao jogo. Outros dizem que o arremessador do Washington Senators, Joe Engel, um graduado de Mount St. Mary's, arremessou em um jogo entre alunos após assistir um jogo preliminar entre os calouros e o time de St. Mary's, includindo Ruth. Engel assistiu Ruth jogar e conversou com Dunn sobre ele, falando sobre uma possível reunião em Washington. Ruth, em sua autobiografia, afirma que trabalhou para Dunn por meia-hora e então assinou o contrato. De acordo com o biógrafo Kal Wagenheim, houve dificuldades legais pois supostamente Ruth deveria permanecer na escola até completar 21 anos.

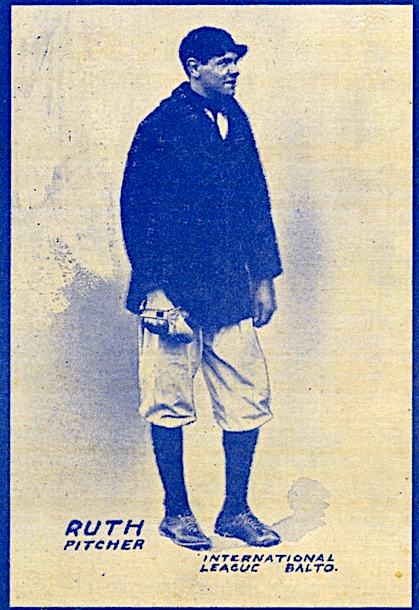
Cartão de beisebol descrevendo Ruth como jogador do Baltimore Orioles, 1914

A jornada de trem para o treinamento de primavera (spring training) em Fayetteville, Carolina do Norte, no começo de março foi possivelmente a primeira vez em que Ruth saía da área de Baltimore. O jogador novato foi objeto de várias brincadeiras por parte dos veteranos, que eram provavelmente a fonte de seu famoso apelido. Existem vários relatos de como Ruth foi chamado de  Babe, mas a maioria por se referirem a ele como o bebê de Dunnie (em inglês:  Dunnie's babe) ou alguma variação. "Babe" era na época um apelido comum no beisebol, sendo, talvez, o mais famoso, o arremessador do Pittsburgh Pirates e herói da World Series de 1909, Babe Adams, que parecia mais jovem do que realmente era.
A primeira aparição de Babe Ruth como jogador profissional de beisebol foi em um jogo entre esquadrões em 7 de março de 1914. Ruth jogou como interbases e arremessou nas últimas duas entradas na vitória por 15–9. Em sua segunda vez ao bastão, Ruth rebateu um longo home run para a direita, que foi relatado localmente como mais longo do que uma rebatida lendária em Fayetteville por Jim Thorpe. Sua primeira aparição contra uma equipe do beisebol organizado foi em uma exibição contra o time das grandes ligas, o Philadelphia Phillies: Ruth arremessou três entradas, concedendo duas corridas na quarta entrada, mas então, se recompondo e arremessando na quinta e sexta entradas sem permitir corridas. Na tarde seguinte, Ruth foi colocado durante a sexta entrada contra o Phillies e não permitiu nenhuma corrida pelo resto do jogo. O Orioles anotou sete corridas na parte baixa da oitava entrada, virando o placar que estava em 6–0, fazendo de Ruth o arremessador vencedor.
Quando a temporada regular começou, Ruth era um arremessador já estrelado, também perigoso no home plate. A equipe se apresentou bem, ainda que não recebesse quase nenhuma atenção pela imprensa de Baltimore. Uma terceira grande liga, a Federal League começou a jogar e a franquia local, o Baltimore Terrapins, recolocou a cidade nas grandes ligas pela primeira vez desde 1902. Poucos fãs visitaram o Oriole Park, onde Ruth e seus companheiros de equipe trabalharam em relativa obscuridade. À Ruth deve ter sido oferecido um bônus e salário maior para se mudar para o Terrapins; quando rumores neste sentido se espelharam por Baltimore, dando a Ruth a maior publicidade que ele tinha experimentado até aquele momento, um diretor do Terrapins negou tal versão, afirmando que era política do clube não assinar com jogadores sob contrato agenciados por Dunn.
A concorrência do Terrapins causou à  Dunn grandes perdas. Embora no fim de junho o Orioles estivesse em primeiro lugar, tendo ganho dois terços de seus jogos, a frequência de público caiu para 150 pessoas. Dunn explorou uma possível mudança do Richmond (Virgínia), bem como a venda da participação minoritária do clube. Estas possibilidades não deram certo, deixando Dunn com poucas opções se não vender seus melhores jogadores para times das grandes ligas para arrecadar dinheiro. Ele ofereceu Ruth para os campeões da World Series, o Philadelphia Athletics de propriedade de Connie Mack, mas Mack tinha seus próprios problemas financeiros. O  Cincinnati Reds e o New York Giants expressaram interesse em Ruth, mas Dunn o vendeu juntamente com os arremessadores Ernie Shore e Ben Egan para o Boston Red Sox da Liga Americana (AL) em 4 de julho. O preço da venda foi anunciado como sendo $25,000 mas alguns dizem que o valor foi menos da metade do anunciado ou possivelmente $8500 além do cancelamento de $3000 referente a empréstimo. Ruth permaneceu com o Orioles por muitos dias enquanto o Red Sox completava os jogos fora de casa e se apresentou ao time em 11 de julho em Boston.

### Boston Red Sox (1914–19)

#### Estrela em desenvolvimento

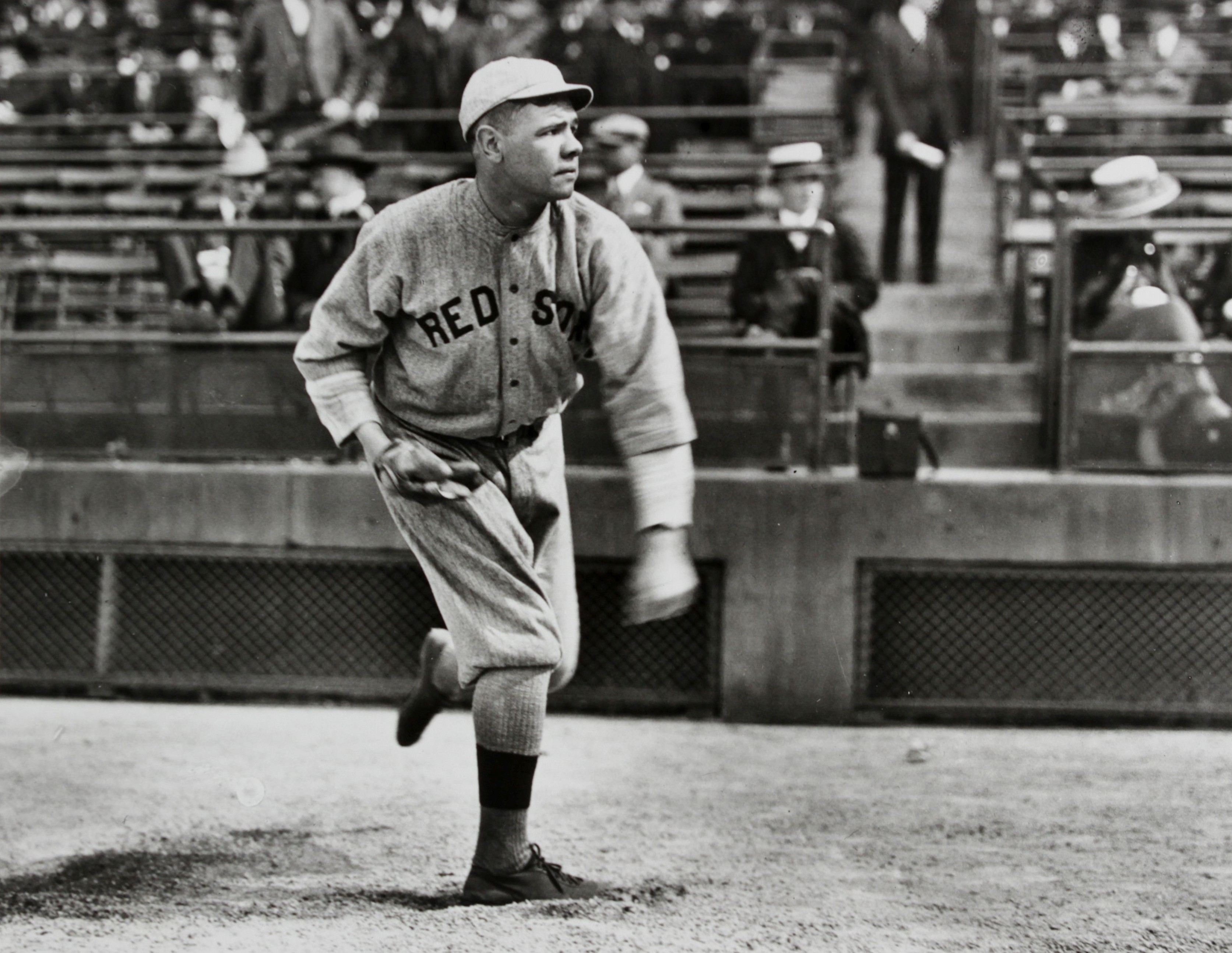
Ruth arremessando pelo Boston Red Sox.

Ruth chegou em Boston em 11 de julho de 1914, junto de Egan e Shore. Ruth posteriormente contou que encontrou naquela manhã, a mulher que no futuro seria sua esposa,  Helen Woodford—ela então com dezesseis anos de idade, trabalhava como garçonete no Landers Coffee Shop e Ruth relatou que foi ela que o serviu enquanto tomavam café. Outras estórias, no entanto, sugerem que o encontro aconteceu em outro dia, e talvez sob outras circunstâncias.  Independentemente de quando começou a cortejar sua primeira esposa, Ruth ganhou seu primeiro jogo pelo Red Sox naquela tarde, 4–3, sobre o Cleveland Naps. Ele arremessou com o receptor Bill Carrigan, que era também o gerente do Red Sox. Carrigan pediu que Shore começasse o jogo do dia seguinte; ele venceu este jogo e o seguinte, e desde então começou a arremessar regularmente. Ruth perdeu seu segundo jogo como primeiro arremessador e, depois disso, foi pouco utilizado. Como rebatedor, em sua estreia nas grandes ligas, Ruth não conseguiu rebater ficando em 0 de 2 vezes ao bastão contra o canhoto Willie Mitchell, sofreu strikeout em sua primeira vez ao bastão antes de ser substituído por um rebatedor substituto na sétima entrada. Ruth não foi muito percebido pelos fãs, pois os torcedores estavam com a atenção nos rivais do Red Sox, o Boston Braves, que iniciaram uma lendária reviravolta no campeonato saindo do último lugar em 4 de julho e se tornando campeões da World Series de 1914.
Egan foi negociado com o Cleveland após duas semanas. Durante seu tempo com o Red Sox, ele manteve o olho no inexperiente Ruth assim como Dunn tinha feito em Baltimore. Quando ele foi negociado, ninguém tomou seu lugar como supervisor. Os novos companheiros de Ruth o consideravam impetuoso e, como novato, preferiam que ele permanecesse quito e discreto. Quando Ruth insistiu em praticar rebatidas apesar de ser novato e não jogar regularmente, certo dia achou seus bastões serrados ao meio. Seus companheiros de time o apelidaram de "o grande Babuíno", um nome que o moreno Ruth, assim como seu apelido anterior na St. Marys's, "Niggerlips", detestava. Ruth tinha recebido um aumento na promoção para as grandes ligas e rapidamente adquiriu gosto por boa comida, bebidas e mulheres, entre outras tentações.
O técnico Carrigan permitiu que Ruth arremessasse em dois jogos de exibição no meio de Agosto. Embora Ruth tenha vencido ambos contra times das ligas menores, ele não voltou ao rodízio de arremessadores É incerto porque Carrigan não deu outras oportunidades a Ruth. Há um filme, The Babe Ruth Story (1948)—que mostra que o jovem arremessador tinha o hábito de sinalizar sua intenção de arremessar um bola de curva botando sua língua para fora, o que facilitava as coisas para o rebatedor até isso ser mudado. Creamer apontava que era comum os arremessadores inexperientes demonstrar tais hábitos e a necessidade de tirar isto de Ruth não constituía razão para não tê-lo usado. O biógrafo sugere que Carrigan não estava disposto a usar Ruth pelo mau comportamento do novato.

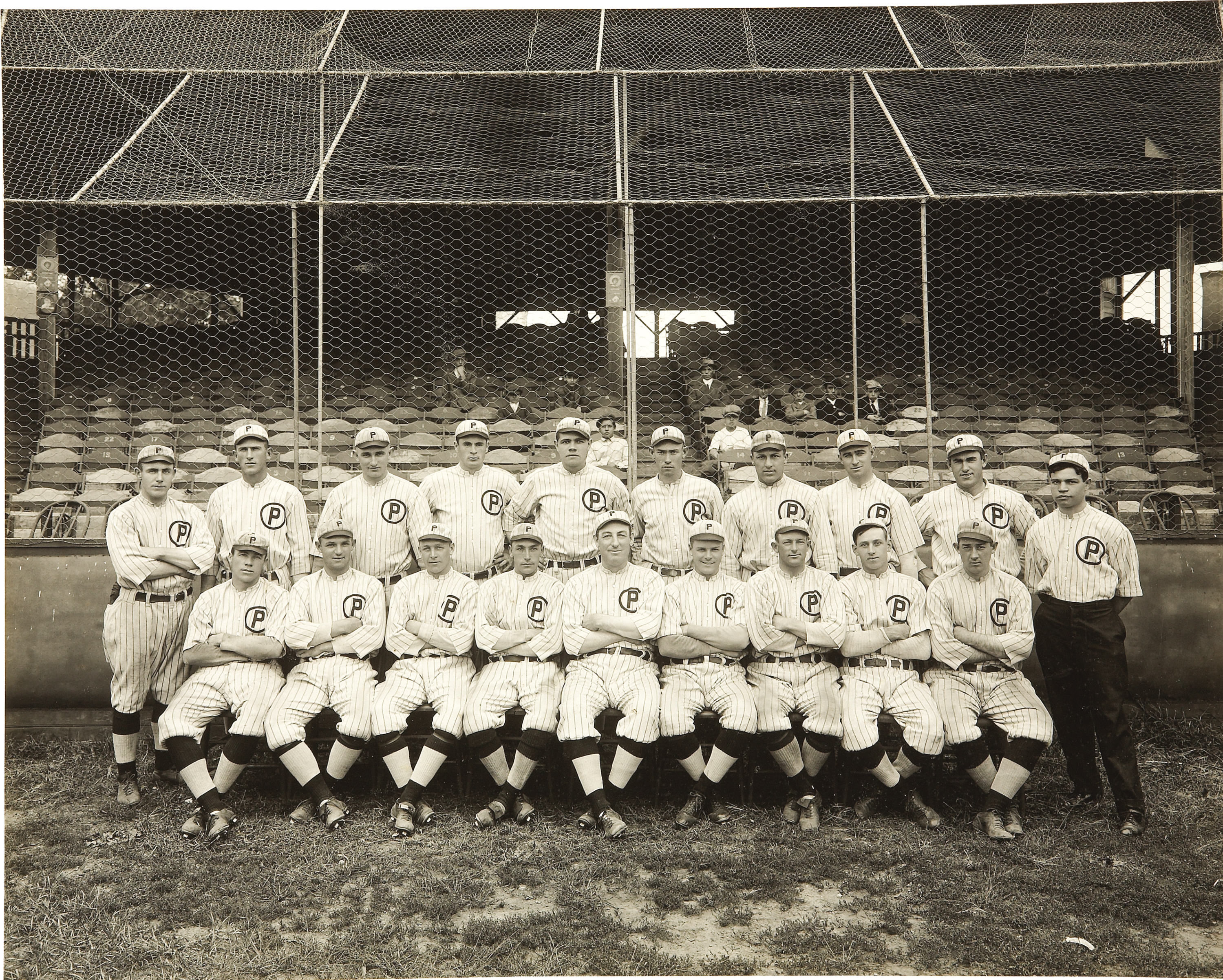
O Providence Grays de 1914 com Babe Ruth (linha de cima ao centro).

Em 30 de julho de 1914, o proprietário do Boston, Joseph Lannin tinha adquirido um time da liga menor, o Providence Grays, membros da International League. O Providence tinha tido diversos donos associados com o Detroit Tigers, incluindo o rebatedor Ty Cobb, e como parte desta transação, um arremessador do Providence foi mandado para o Tigers. Para acalmar os ânimos dos fãs do Providence por ter perdido uma estrela do time, Lannin anunciou que o Red Sox, em breve, enviaria uma peça de reposição ao Grays. A intenção era que fosse Ruth, mas sua partida para o Providence foi retardada pelo proprietário do Cincinnati Reds, Garry Herrmann até que a transferência ficasse fora do prazo estipulado pela MLB. Após Lannin escrever à Herrmann explicando que o Red Sox queria Ruth no Providence, assim eles teriam um jogador para ser desenvolvido, e não o liberaria para uma equipe das grandes ligas, Herrmann permitiu que Ruth fosse enviado para as ligas menores. Carrigan mais tarde afirmou que Ruth não foi mandado para o Providence para fazê-lo um jogador melhor, mas para ajudar o Grays a vencer a flâmula da International League.
Ruth se juntou ao Grays em 18 de agosto de 1914. O que restou ao Baltimore Orioles após os negócios de Dunn foi segurar o primeiro lugar até 15 de agosto, e após esta data continuaram a cair pela tabela deixando a corrida pela flâmula entre o Providence e o Rochester Red Wings. Ruth ficou muito impressionado pelo gerente do Providence, "Wild Bill" Donovan, antigamente um famoso arremessador com um cartel de vitórias de  25–4, jogando pelo Detroit em 1907; anos mais tarde, Ruth creditou Donovan por tê-lo ensinado como arremessar. Ruth sempre era chamado para arremessar, e venceu quatro jogos em oito dias. Em 5 de setembro em Toronto, Ruth arremessou na vitória por 9-0, permitindo apenas uma rebatida, além de rebater seu primeiro home run em um time profissional, o único atuando pelas ligas menores, contra o arremessador Ellis Johnson. Chamado novamente a Boston após o Providence terminar a temporada em primeiro lugar, arremessou e venceu um jogo pelo Red Sox contra o New York Yankees em 2 de outubro, conseguindo sua primeira rebatida nas grandes ligas, uma rebatida dupla. Ruth terminou a temporada com um cartel de vitória de 2–1 nas grandes ligas e 23–8 na International League (pelo Baltimore e pelo Providence). Uma vez que a temporada tinha sido concluída, Ruth se casou com  Helen em Ellicott City, Maryland. Creamer especulou que eles não teriam casado em Baltimore, onde os recém-casados embarcaram com George Ruth, Sr., para evitar possíveis interferências das pessoas da St. Mary's—ambos, noiva e noivo ainda não tinham idade e Ruth permaneceu em liberdade condicional daquela instituição até seu 21º aniversário.
Ruth se apresentou para seu primeiro spring training das grandes ligas em Hot Springs, Arkansas, em março de 1915. Apesar de uma relativa primeira temporada de sucesso, Ruth não foi escalado para arremessar regularmente pelo Red Sox, que tinha dois arremessadores canhotos fenomenais: Dutch Leonard, que tinha quebrado o recorde pela mais baixa média de corridas limpas (ERA) em temporada única; e Ray Collins, vencedor de 20 jogos tanto em 1913 quanto em 1914. Ruth não foi eficaz em seu primeiro dia como arremessador titular, perdendo o terceiro jogo da temporada. Contusões e atuações pouco eficazes dos outros arremessadores do Boston deram a Ruth outra chance, e após algumas boas aparições como relief, Carrigan deu a Ruth outra chance como titular e este venceu em um jogo de sete entradas encurtado pela chuva. Dez dias mais tarde, o gerente iniciou o jogo com Ruth contra o New York Yankees no Polo Grounds. Ruth tinha uma vantagem no placar por 3–2 até a nona entrada, mas perdeu o jogo por 4–3 em 13 entradas. Ruth, rebatendo na nona entrada, como era costume para os arremessadores, rebateu um longo home run no andar superior no campo direito, contra o arremessador Jack Warhop. Na época, home runs eram raros no beisebol e a rebatida majestosa de Ruth impressionou a multidão. O arremessador vencedor, Warhop, encerraria, em agosto de 1915, uma carreira de oito temporadas, medíocre, mas sendo lembrado como o primeiro arremessador das grandes ligas a conceder um home run à Babe Ruth.

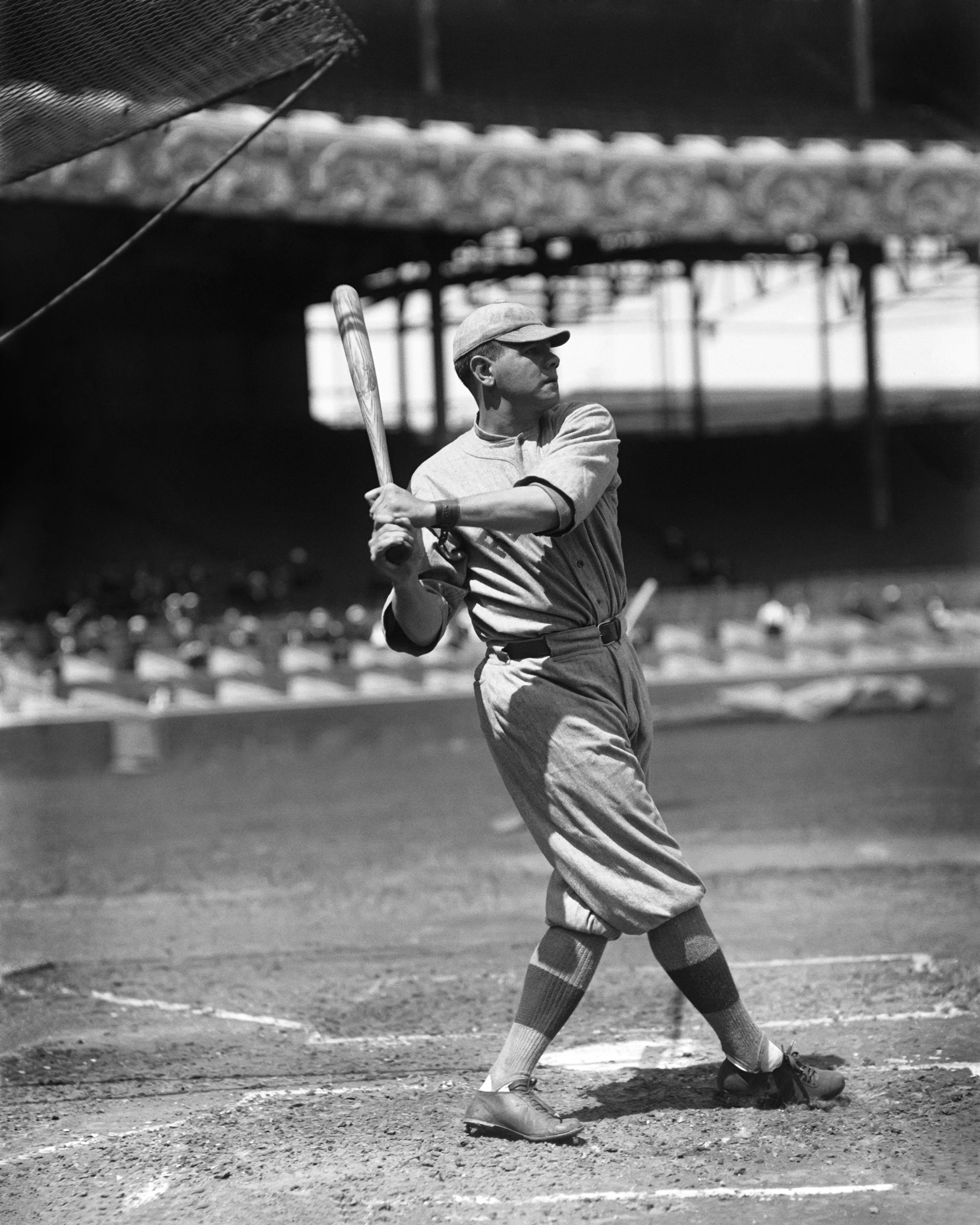
Ruth durante treinamento de rebatidas em 1916.

Carrigan estava suficientemente impressionado com o estilo de Ruth para dar-lhe uma chance na rotação de arremessadores. Ruth terminou a temporada de  1915 com cartel de 18–8 como arremessador; como rebatedor, teve média de 31,5% e quatro home runs. O Red Sox venceu o campeonato da Liga Americana, mas Ruth não foi chamado para arremessar na World Series de 1915 contra o Philadelphia Phillies. Boston ganhou a Série em cinco jogos; Ruth foi usado como rebatedor substituto no jogo cinco, mas foi eliminado em bola rasteira contra o arremessador do Phillies, Grover Cleveland Alexander. Apesar de seu sucesso como arremessador, Ruth ganhava reputação como rebatedor de longos home runs; no estádio Sportsman's Park contra o St. Louis Browns, uma rebatida de Ruth voou por cima da Grand Avenue, quebrando a janela de uma revendedora da Chevrolet.
Em 1916, a atenção ficou focada em Ruth devido aos seus arremessos, e seus repetidos duelos contra o ás do Washington Senators,  Walter Johnson. Os dois se encontraram por cinco vezes durante esta temporada, com Ruth vencendo quatro e Johnson uma. Duas das vitórias de  Ruth foram pelo placar de 1–0, uma delas em um jogo de 13 entradas. Sobre um dos shutout (placar de 1-0) decididos nas entradas extras, o presidente da Liga Americana, Ban Johnson afirmou, "Este foi um dos melhores jogos de beisebol que eu já vi." Nesta temporada Ruth conseguiu um cartel de vitórias de 23–12, com um ERA de 1.75 e nove shutouts; dois destes índices lideraram a liga. Os nove shutouts de Ruth em 1916 estabeleceu um novo recorde para canhotos que permaneceu até Ron Guidry empatar o recorde em 1978. O Red Sox venceu a World Series de 1916, desta vez, batendo o Brooklyn Superbas (como o Dodgers eram conhecidos) em cinco jogos. Ruth começou e venceu o jogo 2 por 2–1, em 14 entradas. Até outro jogo com esta duração ser jogado na World Series de 2005, este tinha sido o mais longo jogo da World Series, e a performance de Ruth com vitória é ainda o mais longo jogo completo em partidas de pós-temporada.
Carrigan se aposentou como jogador e técnico depois de 1916, retornando à sua terra natal, no Maine para ser homem de negócios. Ruth, que jogou sobre supervisão de quatro técnicos que estão no National Baseball Hall of Fame, sempre afirmava que  Carrigan, que não foi consagrado pela MLB, foi o melhor capitão com quem tinha jogado. Houve outras mudanças no Red Sox naquela pós-temporada, pois Lannin tinha vendido o time para um grupo de três pessoas, encabeçado pelo promotor teatral de Nova Iorque, Harry Frazee. Jack Barry foi contratado por Frazee como técnico.

#### Ascensão como rebatedor
Ruth teve um cartel de 24–13 com ERA de 2.01 e seis shutouts em 1917, mas o Sox terminou a temporada em segundo lugar, nove jogos atrás do Chicago White Sox na tabela. Em 23 de junho em Washington, Ruth fez uma memorável apresentação como arremessador titular. Quando o umpire do home plate, considerou os primeiros arremessos como "bola", Ruth deu-lhe  um soco e foi expulso do jogo e mais tarde, suspenso por dez dias. Ernie Shore foi chamado para substituir Ruth, e foi permitido que fizesse oito arremessos de aquecimento. O corredor que tinha alcançado base com o walk foi pego tentando roubar bases, e Shore eliminou todos os 26 jogadores que enfrentou para vencer o jogo. O feito de Shore foi listado como um jogo perfeito por muitos anos; em 1991, o comitê de estatística da Major League Baseball (MLB) mudou para um no-hitter combinado. Em 1917, Ruth foi usado muito pouco como rebatedor, e conseguiu média de 32,5% com dois home runs.

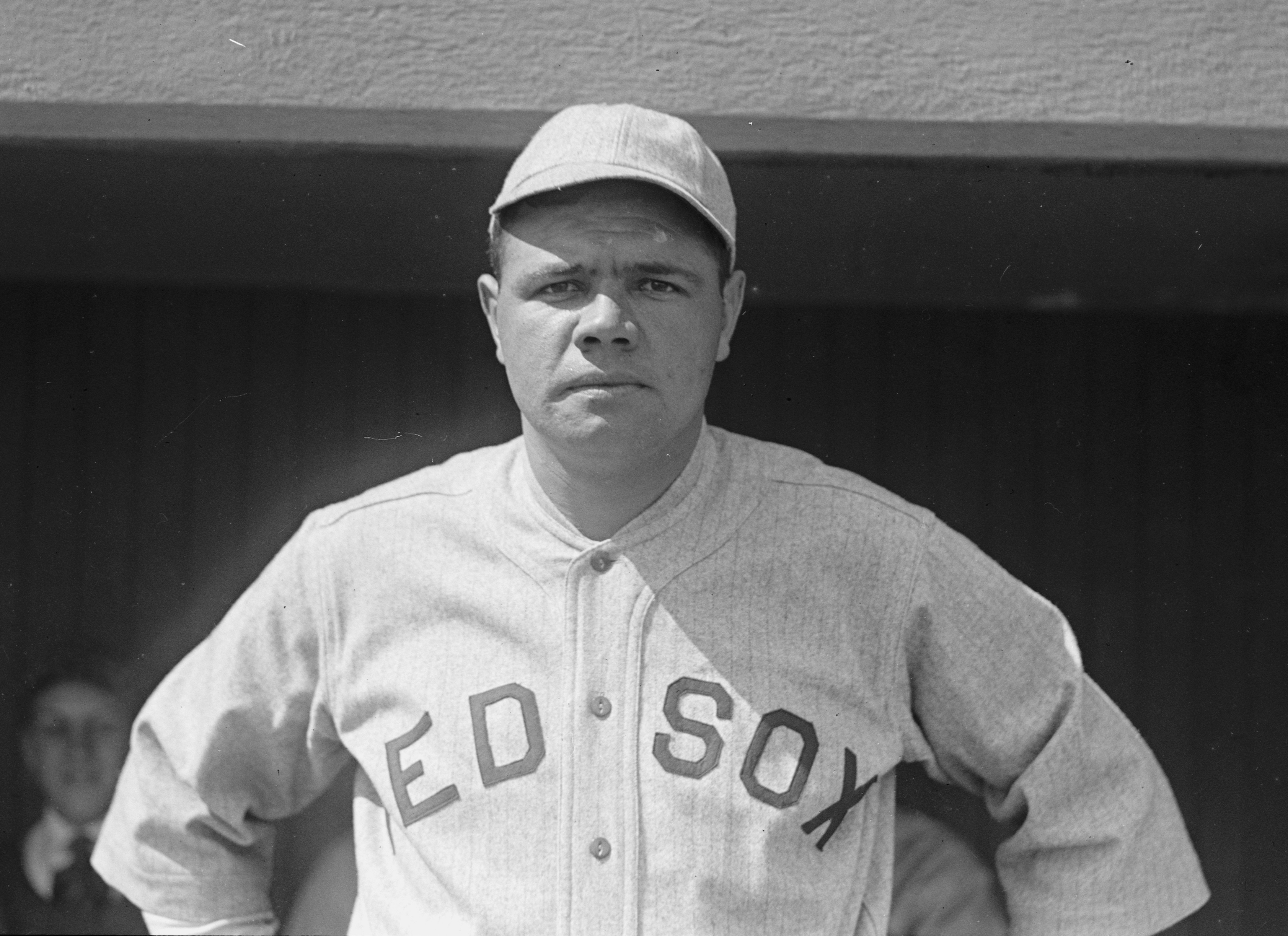
Ruth em 1918, seu penúltimo ano com o Red Sox.

A entrada do Estados Unidos na Primeira Guerra Mundial aconteceu no começo da temporada e ofuscou o esporte. O serviço militar obrigatório foi introduzido em setembro 1917 e a maioria dos jogadores de beisebol das grandes ligas estavam dentro do limite de idade. Isto incluía Barry, que era jogador-técnico, e se juntou à reserva da Marinha em uma tentativa de evitar a convocação, para ser chamado apenas após a temporada de 1917. Frazee contratou o presidente da International League, Ed Barrow como gerente do Red Sox. Barrow passou os 30 anos anteriores em vários cargos dentro do beisebol, embora nunca tenha jogado profissionalmente. Devido à guerra, Barrow tinha muitos desfalques na equipe do Red Sox para serem preenchidos.
Ruth também tinha percebido estas vagas e insatisfeito com seu papel de arremessador que aparecia em campo a cada quatro ou cinco dias, queria jogar todo dia em outra posição. Barrow experimentou Ruth como primeira base e defensor externo (outfielder) durante a temporada de exibição, mas o time se mudou para Boston e com a temporada iniciada, o restringiram a atuar como arremessador. Naquela época, Ruth era possivelmente o melhor arremessador canhoto no beisebol; permitir que ele jogasse em outra posição poderia ser um tiro pela culatra.
Inexperiente como técnico, Barrow tinha o jogador Harry Hooper o aconselhando na estratégia do beisebol. Hooper insistiu que permitisse à Ruth jogar em outra posição quando não estivesse arremessando, argumentando à Barrow, que tinha investido no clube, que a plateia era maior nos dias em que Ruth jogava, pois eram atraídos por suas rebatidas. Barrow cedeu no começo de maio; Ruth prontamente rebateu home runs em quatro jogos consecutivos (um deles era exibição), o último contra Walter Johnson. Pela primeira vez em sua carreira (desconsiderando aparições como rebatedor substituto), foi dada a Ruth um lugar na ordem de rebatedores, além da comum nona entrada.
Embora Barrow previsse que Ruth imploraria para voltar a arremessar na primeira vez que sofresse uma falha no bastão, isto não ocorreu. Barrow usou Ruth primeiramente como outfielder na temporada mais curta de 1918, devido a guerra. Ruth teve média 30% com onze home runs, o bastante para assegurar a ele um lugar entre os líderes em home runs empatado com Tilly Walker do Philadelphia Athletics. Ele ainda era ocasionalmente usado como arremessador e teve um cartel de vitórias de 13–7 com um ERA de 2.22.
O Red Sox venceu sua terceira flâmula em quatro anos e encarou o Chicago Cubs na World Series de 1918, começando em 5 de setembro, a mais antecipada da história. A temporada foi encurtada pois o governo tinha definido que jogadores de beisebol elegíveis para o serviço militar teriam que trabalhar nas indústrias vitais de guerra, tais como instalações de armamentos. Ruth arremessou no jogo um pelo Red Sox, um shutout por 1-0. Antes do jogo quatro, Ruth contundiu sua mão esquerda em uma briga; arremessou mesmo assim. Concedeu sete rebatidas e seis walks, mas foi ajudado pelos excepcionais jogadores da defesa e por sua própria atuação como rebatedor, incluindo uma rebatida tripla na quarta entrada, dando a liderança por 2-0 para sua equipe. O Cubs empatou o jogo na oitava entrada, mas o Red Sox anotou corrida e ficou na liderança novamente, 3–2, na parte baixa daquela  mesma entrada. Após Ruth conceder um rebatida e um walk no começo da nona entrada, foi substituído no montinho por Joe Bush. Para manter Ruth como rebatedor no jogo, foi mandado para jogar como campista esquerdo. Bush eliminou os jogadores restantes dando à Ruth sua segunda vitória da Série e a terceira e última vitória como arremessador de sua carreira na World Series, com nenhuma derrota em três aparições nos arremessos. Os esforços de Ruth deram ao time a liderança na Série por 3-1, e dois dias depois o Red Sox venceria sua terceira World Series em quatro anos, quatro jogos a dois. Antes de permitir que o Cubs anotasse corrida no jogo quatro, Ruth tinha arremessado 29+2⁄3 entradas consecutivas sem corridas cedidas, um recorde na World Series que permaneceu por mais de 40 anos até 1961, quebrado por Whitey Ford após a morte de Ruth. Ruth era mais orgulhoso deste recorde do que qualquer outro entre suas façanhas como rebatedor.

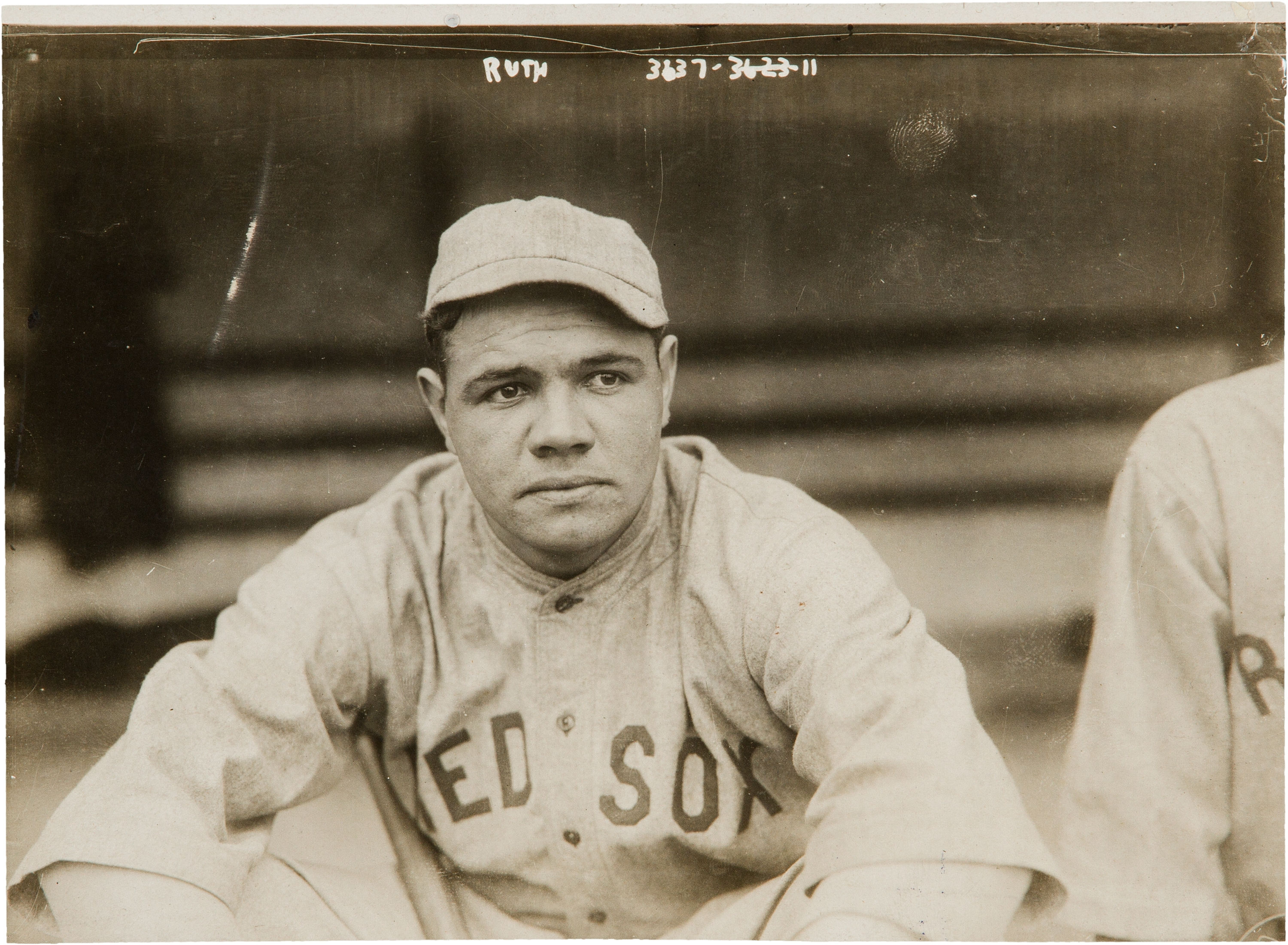
Ruth em 1919.

Com o fim da World Series, Ruth ganhou dispensa na convocação de guerra, aceitando uma posição nominal de uma siderúrgica da Pensilvânia. Muitas indústrias tinham orgulho de seus times de beisebol e procuraram contratar jogadores das grandes ligas. O fim da guerra em novembro deixou Ruth livre para jogar beisebol sem tais estratagemas.
Durante a temporada de 1919, Ruth arremessou em apenas 17 de seus 130 jogos, conseguindo um cartel de vitórias de 8–5 pois Barrow o usou como arremessador na primeira parte da temporada, quando o técnico do Red Sox ainda tinha esperanças de uma segunda flâmula consecutiva. Pelo fim de junho, o Red Sox estava claramente fora da corrida e Barrow não tinha objeção que Ruth se concentrasse em rebater, se apenas isso trouxesse pessoas ao estádio. Ruth tinha rebatido um home run contra o Yankees no Dia de Abertura e outro após um mês de seca. Liberado de suas atividades como arremessador, Ruth iniciou um período sem precedentes rebatendo home runs, o que deu a ele atenção generalizada tanto do público como da imprensa. Mesmo suas falhas era vistas como majestosas—um cronista esportivo escreveu: "Quando Ruth erra um swing na bola, as arquibancadas tremem".
Dois home runs de Ruth em 5 de julho e um em cada um dos jogos seguintes uma semana mais tarde, elevaram seu total a 11, empatando seu melhor número na carreira conseguido em 1918. O primeiro recorde a cair foi o recorde da Liga Americana em temporada única que era de 16 home runs, estabelecido por Ralph "Socks" Seybold em 1902. Ruth igualou a marca em 29 de julho e pulou na frente com o recorde de 24, estabelecido por Buck Freeman em 1899. Ruth atingiu a marca em 8 de setembro; na época, cronistas descobriram que Ned Williamson do Chicago White Stockings de 1884 tinha rebatido 27—embora em um estádio onde as distâncias para o campo direito era apenas de 215 pés (66 m). Em 30 de setembro, houve o chamado "Babe Ruth Day" no Fenway Park, em que Ruth venceu o jogo com um home run na parte baixa da nona entrada, empatando com Williamson. Ruth quebrou o recorde quatro dias mais tarde contra o Yankees no Polo Grounds e rebateu mais um contra o Senators para encerrar a temporada com 29. O home run em Washington fez de Ruth o primeiro jogador das grandes ligas a rebater pelo menos um home run em todos os oito estádios de sua liga. Apesar das heroicas rebatidas de Ruth, Red Sox terminou a temporada em sexto lugar, 20+1⁄2 jogos atrás do campeão White Sox.

### Venda para o New York Yankees
Como um forasteiro da cidade de Nova Iorque, Frazee era visto com desconfiança pelos jornalistas esportivos de Boston e pelos fãs de beisebol quando ele comprou a equipe. Os venceu pelo sucesso no campo e a vontade de construir o Red Sox através da compra ou troca de jogadores. Ele ofereceu ao time do Senators $60.000 por Walter Johnson, mas o proprietário do Washington, Clark Griffith não estava disposto a vendê-lo. Mesmo assim, Frazee obteve sucesso trazendo outros jogadores para o Boston, especialmente substitutos para os jogadores que estavam servindo ao exército. Esta boa vontade em gastar com jogadores ajudaram o Red Sox a conseguir o título de 1918. A temporada de 1919 teve recorde de público e os home runs de Ruth pelo Boston fez dele uma sensação nacional. Todavia, em 26 de dezembro de 1919, Frazee vendeu Ruth para o New York Yankees.

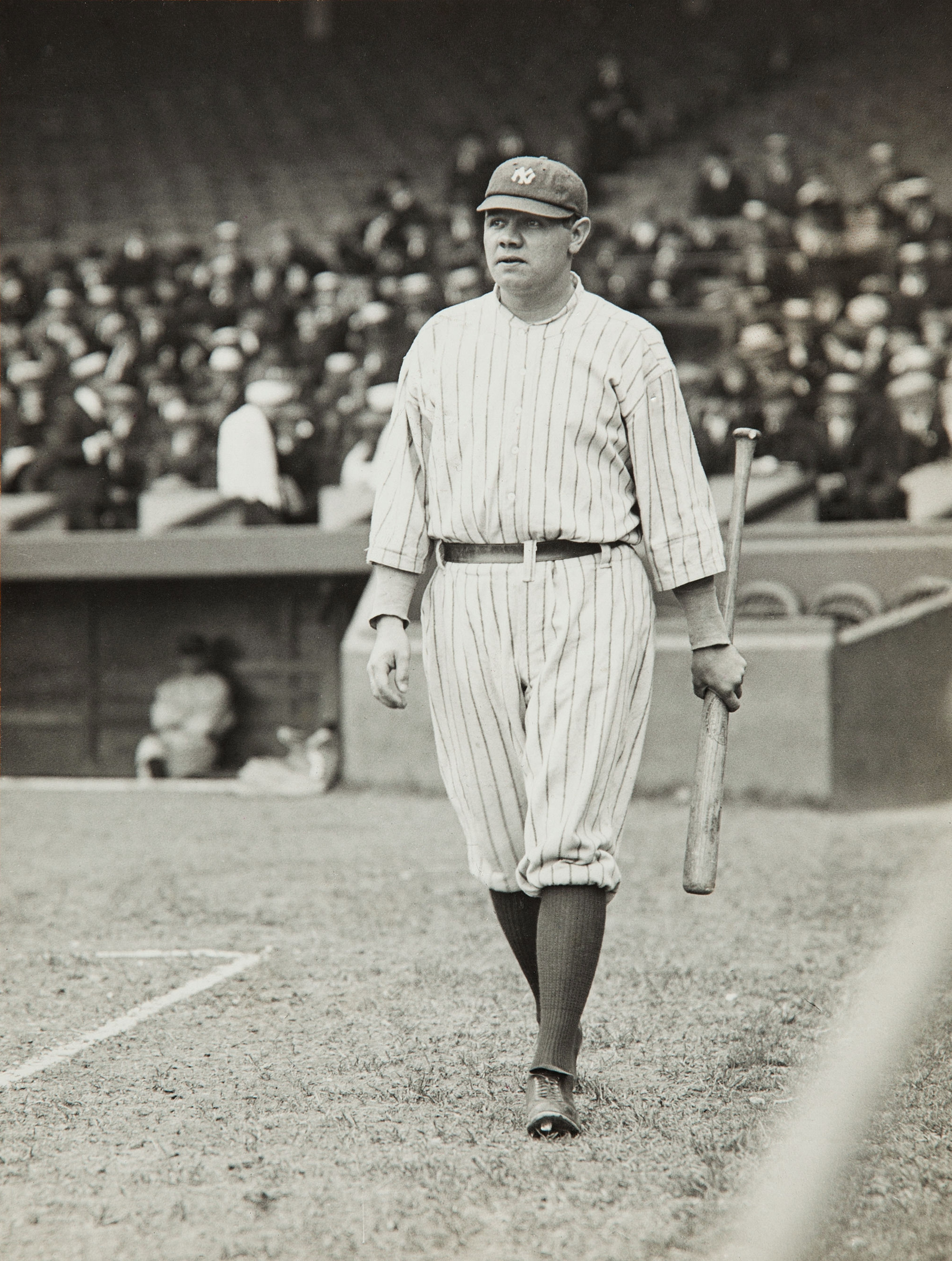
Ruth jogando pelo Yankees em 1920.

Nem todas as circunstâncias envolvendo a venda são conhecidas, mas o cervejeiro e antigo congressista Jacob Ruppert, o principal acionista do New York, declaradamente perguntou ao técnico do Yankess, Miller Huggins, o que o time precisava para ter sucesso. "Traga Ruth do Boston", Huggins supostamente respondeu, observando que Frazee estava permanentemente em busca de dinheiro para financiar suas produções teatrais. Em todo o caso, havia um precedente para a transação com Ruth: quando o arremessador do Boston, Carl Mays deixou o Red Sox em 1919, Frazee tinha resolvido o assunto com a venda de Mays ao Yankees, apesar da oposição do presidente da Liga Americana, Johnson.
De acordo com um dos biógrafos de Ruth, Jim Reisler, "porque Frazee precisava de dinheiro em 1919—e grande infusão de moeda—é ainda, mais de 80 anos depois, um mistério". A estória sempre contada é que Frazee precisava de dinheiro para financiar o musical No, No, Nanette, que foi um sucesso na Broadway e trouxe segurança financeira à Frazee. A peça não estreou até 1925, quando Frazee já tinha vendido o Red Sox. Ainda assim, a estória pode ser verdade na essência: No, No, Nanette foi baseada em outra peça produzida por Frazee, My Lady Friends, que estreou em 1919.
Havia outras pressões financeiras sobre Frazee, apesar do seu time ser um sucesso. Ruth, completamente ciente da popularidade do beisebol e seu papel no esporte queria renegociar seu contrato, assinado antes da temporada de 1919 por $10.000 por ano até 1921. Ele exigia que seu salário fosse dobrado, ou ele ficaria de fora da temporada e lucraria com sua popularidade em outros empreendimentos. As exigência de Ruth quanto ao seu salário fez com que outros jogadores pedissem mais dinheiro. Além disso, Frazee ainda devia $125,000 à  Lannin pela compra do clube.
Embora Ruppert e o co-proprietário, Coronel Tillinghast Huston, fossem ambos ricos, e tivessem, agressivamente comprado e trocado jogadores em 1918 e 1919 para fazer um time vitorioso, Ruppert enfrentou perdas com seus negócios de cervejarias quando a lei seca nos Estados Unidos foi implementada, e se o time tivesse que sair do Polo Grounds, onde o Yankees eram inquilinos do New York Giants, construir um estádio em Nova Iorque seria muito caro. No entanto, quando Frazee, que andava nos mesmos círculos sociais de Huston, sugeriu ao coronel que Ruth estava disponível pelo preço justo, os proprietários do Yankeess rapidamente prosseguiram com a compra.
Frazee vendeu os direitos à Babe Ruth por $100.000, a maior soma já´paga por um jogador de beisebol. O negócio também envolveu um empréstimo de $350.000 de Ruppert para Frazee, garantido por uma hipoteca do Fenway Park. Com o negócio fechado, Frazee informou à Barrow, que, atordoado, disse ao proprietário que ele estava fazendo um péssimo negócio. Alguns dizem que  Barrow poderia ter tido um papel maior na venda de Ruth, pois menos de um ano depois, se tornou o gerente geral do Yankees e nos anos seguintes fez várias negociações de jogadores do Red Sox com Frazee. O preço de $100.000 incluía $25.000 em dinheiro e notas  promissórias com a mesma quantia a serem pagas em 1º de novembro de 1920, 1921 e 1922; Ruppert e Huston auxiliaram Frazee a vender as notas aos bancos em troca de dinheiro imediato.
A transação dependia da assinatura de Ruth, o que foi rapidamente concretizado—Ruth concordou em cumprir os dois anos restantes de seu contrato, mas foi lhe dado um bônus de $20.000, pagável em duas temporadas. O negócio foi anunciado em 6 de janeiro de 1920. As reações em Boston foram mistas: alguns fâs estavam amargurados em perder Ruth; outros admitiram que tinha ficado difícil lhe dar com o jogador. The New York Times sugeriu: "O muro baixo do lado direito do campo no Polo Grounds deve revelar-se um alvo fácil para Ruth na próxima temporada e, jogando setenta e sete jogos em casa, não seria surpresa que Ruth ultrapasse seu recorde em home runs no próximo verão." De acordo com Reisler, "O Yankees tinham  praticado o roubo do século."
De acordo com Marty Appel em sua história do Yankees, a transação, "mudou a sorte de duas grandes franquias por décadas". O  Red Sox, vencedores de cinco das primeiras 16 World Series, aquelas jogadas entre 1903 e 1919, não ganharia outra flâmula até 1946, ou outra World Series até 2004, uma seca atribuída, na superstição do beisebol a venda de Ruth por Frazee e algumas vezes apelidada de "Maldição do Bambino". O Yankees, por outro lado, não tinha vencido nenhum campeonato da Liga Americana antes da aquisição de Ruth. Eles venceram sete flâmulas da LA e quatro World Series com Ruth, e lideram o beisebol com quarenta flâmulas e 27 títulos da World Series em sua história.

### New York Yankees (1920–34)

#### Sucesso inicial (1920–23)
Como jogador do Yankees, a transição de Ruth como arremessador para um poderoso rebatedor estava completa. Em suas quinze temporadas com o time, jogando mais de 2000 vezes, Ruth quebrou muitos recordes em rebatidas, mas apenas cinco vezes em escassas aparições no montinho, vencendo todos os jogos como arremessador.
No fim de abril de 1920, o Yankees tinham 4 vitórias e 7 derrotas, com o Red Sox liderando a liga com 10–2. Ruth tinha feito pouco, tendo se machucado ao swingar no bastão. Ambas situações começaram a mudar em 1º de maio quando Ruth rebateu para fora do Polo Grounds, uma façanha que se acreditava, ter sido previamente realizado por Shoeless Joe Jackson. O Yankees venceu por 6–0. Ruth rebateu seu segundo home run em 2 de maio e até o fim do mês tinha estabelecido o recorde das grandes ligas de home runs em um mês com 11, e imediatamente quebrou novamente o recorde em junho com 13. Fãs respondiam com recordes de público: em 16 de maio, Ruth e o Yankees atraíram 36.000 pessoas ao Polo Grounds, um recorde para aquele estádio, e 15.000 fãs não puderam entrar no estádio. Grandes multidões lotavam estádios para ver Ruth jogar quando o Yankees jogavam fora de casa

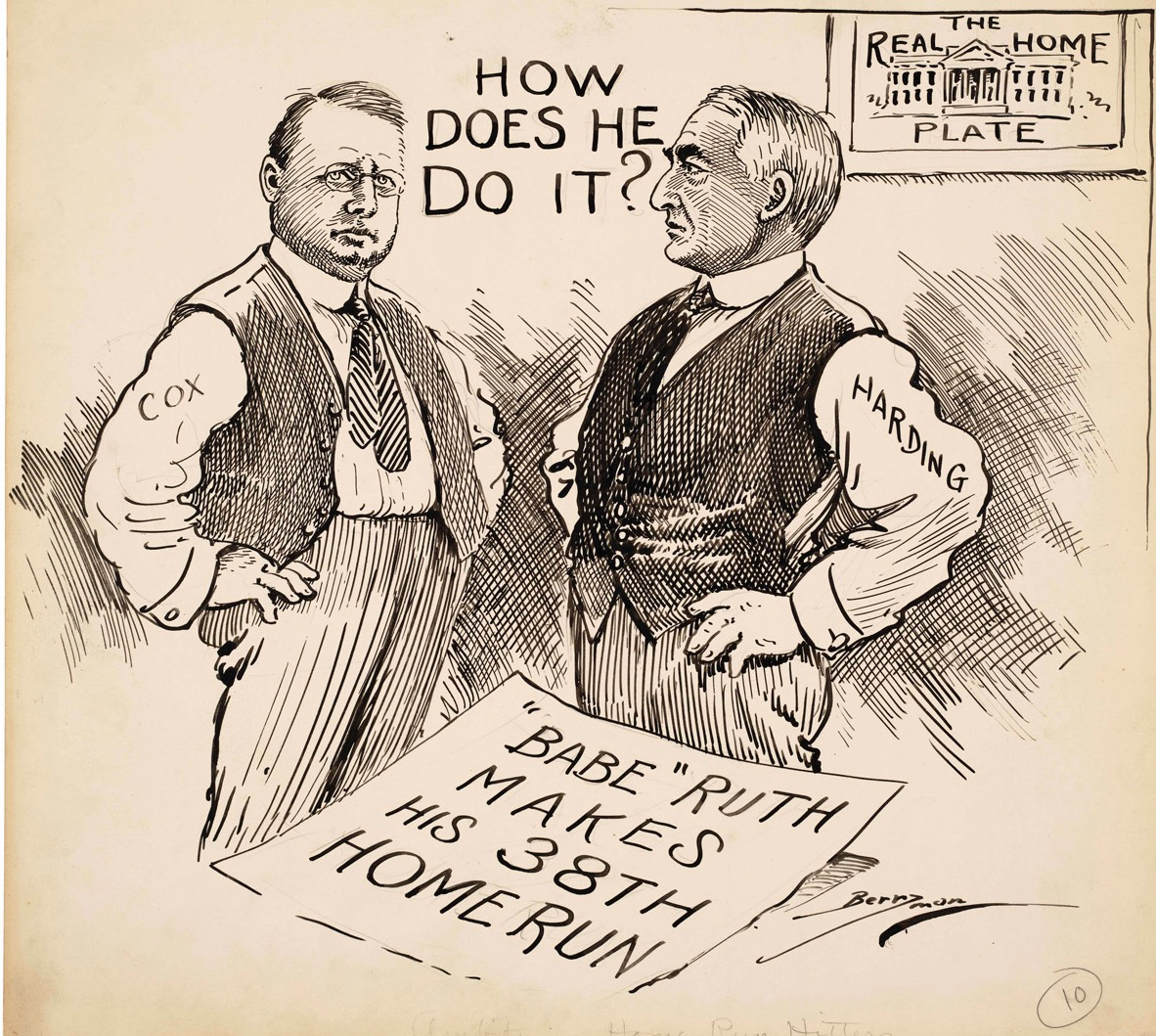
"Como ele consegue?" Neste desenho de Clifford Berryman, os candidatos presidenciais Warren G. Harding e James M. Cox ficam admirados com o ritmo do recorde de home runs de Ruth.

Os home runs continuaram vindo; Ruth empatou seu próprio recorde de 29 em 15 de julho e o quebrou com home runs em ambos jogos da jornada dupla quatro dias mais tarde. No fim de julho, Ruth tinha 37, mas o ritmo diminuiu um pouco depois disso. Mesmo assim, em 4 de setembro, ele empatou e quebrou o recorde do beisebol organizado em home runs em temporada única, rompendo o recorde de Perry Werden que em 1895 rebateu 44 na liga menor Western League. O Yankees jogava bem como time, lutando pela liderança na liga desde o começo do verão, mas caiu em agosto na Liga Americana na batalha pela flâmula com o Chicago e o Cleveland. O campeonato foi vencido pelo Cleveland, ficando à frente depois do Escândalo Black Sox que estourou em 28 de setembro, levando a suspensão de muitos jogadores de ponta, incluindo Joe Jackson. O Yankees terminaram em terceiro, mas levaram 1.2 milhão de fãs ao Polo Grounds, a primeira vez que um time conseguia um público de 7 dígitos. O resto da liga vendeu mais 600.000 ingressos, muitos destes de fãs presentes para ver Ruth, que liderou a liga com 54 home runs, 158 corridas e 137 corridas impulsionadas (RBIs).
Ruth foi ajudado em suas façanhas, em 1920 e depois, pelo fato de que a A.J. Reach Company, fabricante das bolas usadas nas grandes ligas, estava usando um máquina mais eficiente para enrolar o fio dentro das bolas. Quando estas foram usadas em jogo em 1920, no início da era da bola viva, o número de home runs cresceu em 184 comparado com o ano anterior dentro das grandes ligas. O estatístico de beisebol Bill James aponta que enquanto Ruth foi provavelmente ajudado pela mudança na bola, houve outros fatores no esporte, incluindo a gradual abolição da spitball (arremesso ilegal em que a bola foi alterada com a aplicação de saliva, parafina ou outra substância estranha) (acelerada pela morte de Ray Chapman, atingido por uma bola arremessada por Mays em agosto de 1920) e o mais frequente uso de novas bolas (também uma resposta à morte de Chapman). Ainda assim, James teoriza que a explosão de Ruth em 1920 poderia ter acontecido em 1919, se uma temporada completa  com 154 jogos tivesse sido jogada ao invés de 140, se Ruth tivesse se abstido de arremessar em 133 entradas naquela temporada e se ele estivesse jogando em outro estádio que não o Fenway Park, onde ele rebateu apenas 9 de seus 29 home runs.

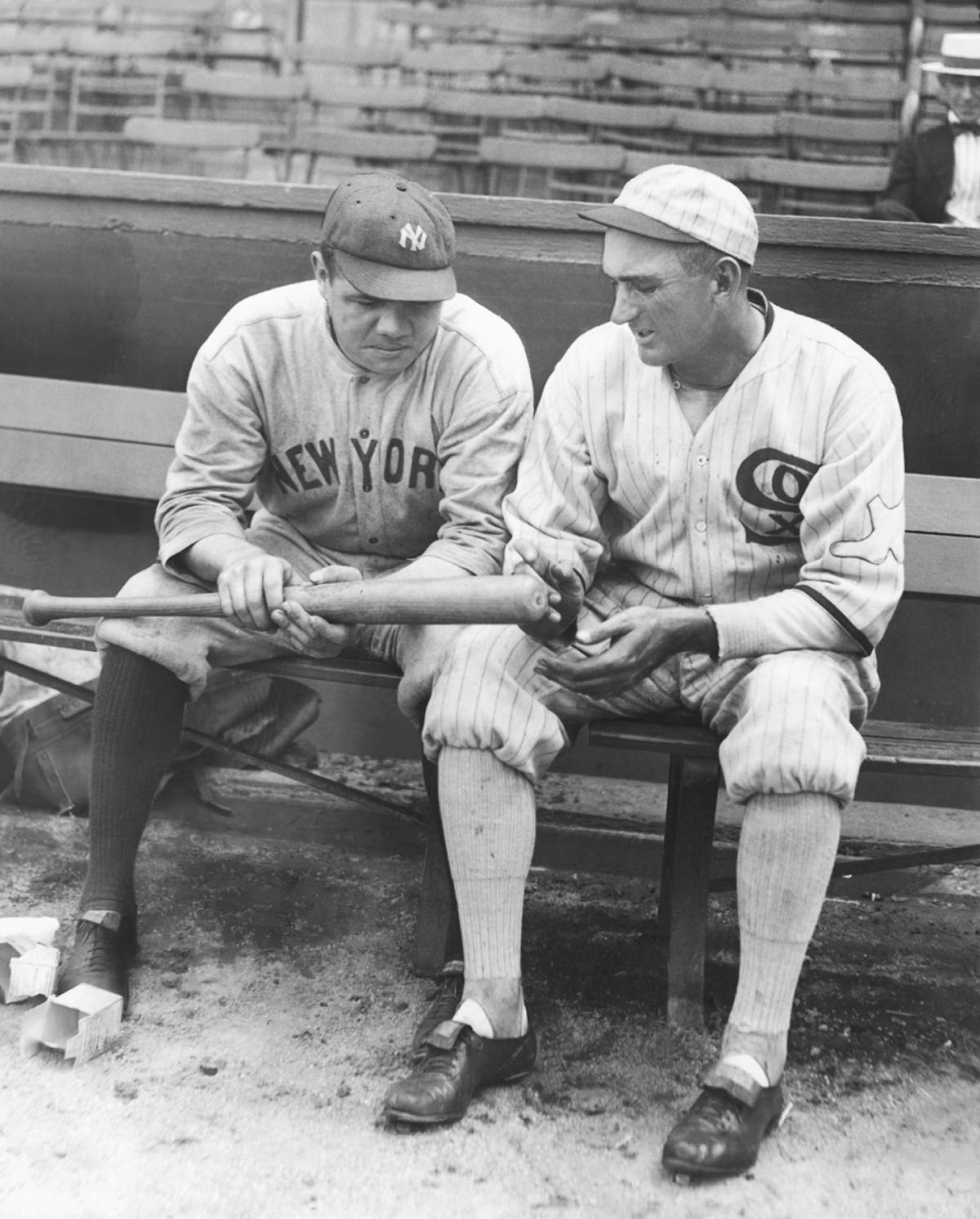
Babe Ruth e Shoeless Joe Jackson olham para um dos bastões de Babe em 1920.

O gerente de negócios do Yankees, Harry Sparrow tinha morrido no começo da temporada de 1920; para substituí-lo, Ruppert e Huston contrataram  Barrow. Ruppert e Barrow rapidamente fizeram acordo com Frazee para que o New York adquirisse alguns jogadores que seriam os pilares dos times vitoriosos do Yankees incluindo o receptor Wally Schang e o arremessador Waite Hoyt. Hoyt, com 21 anos, se tornou muito próximo de Ruth:
A vida escandalosa fascinou Hoyt, a liberdade de não ligar para merda nenhuma, o não ter limites, a confusão em excesso. Como podia um homem beber tanto e nunca ficar bêbado? ... O enigma de Babe Ruth nunca foi cansativo, não importa quantas vezes Hoyt pegasse os pedaços e os fitava. Depois de alguns jogos ele seguiria junto com a multidão até a suíte de Babe. Não importa em que cidade, a cerveja seria gelada e as garrafas encheriam a banheira.

Ruth rebateu home runs no começo e durante toda a temporada de 1921, durante a qual ele quebrou o recorde de Roger Connor de maior home runs na carreira, 138. Cada um dos quase 600 home runs Ruth rebateu em sua carreira depois disso estendeu seu próprio recorde. Depois de um começo lento, o  Yankees logo estariam na corrida pela flâmula com o Cleveland, vencedores da World Series de 1920. Em 15 de setembro, Ruth rebateu seu 55º home run, quebrando seu recorde de um ano antes. No fim de setembro, o Yankees visitou Cleveland e venceu três dos quatro jogos, dando-lhes a vantagem na corrida, conquistando sua primeira flâmula poucos dias depois. Ruth terminou a temporada regular com 59 home runs, com média de 37,8% e um slugging percentage de .846.
O Yankees tinha altas expectativas quando enfrentaram o New York Giants na World Series de 1921, e venceram os dois primeiros jogos com Ruth na escalação. Entretanto, Ruth contundiu o cotovelo seriamente no jogo 2, enquanto deslizava roubando a terceira base, após receber um walk e roubar a segunda base. Após o jogo, foi aconselhado pelo médico da equipe a não jogar o resto da série. Apesar do aviso, Ruth jogou nos 3 jogos seguintes, e foi usado como rebater substituto no jogo oito, na série melhor de nove jogos, mas o Yankees perdeu, cinco jogos a três. Ruth teve média de 31,6%, conseguiu 5 RBIs e rebateu seu primeiro home run de uma World Series.

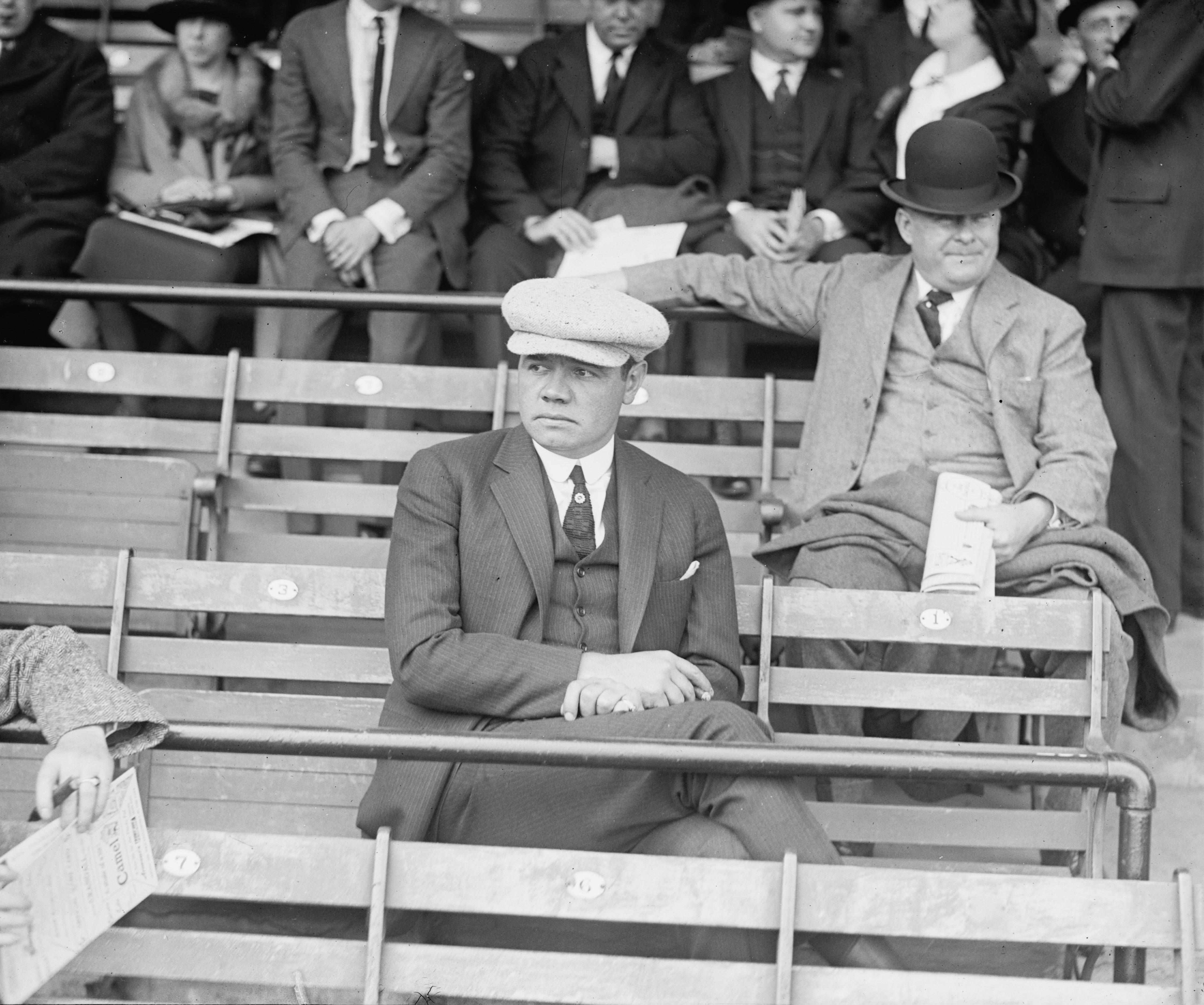
Babe Ruth nas arquibancadas no Dia de Abertura, 12 de abril de 1922, no Griffith Stadium em Washington, D.C.

Após a Série, Ruth e o companheiros de equipe Bob Meusel e Bill Piercy participaram de jogos de exibição (barnstorming) no nordeste do país. Uma regra proibia participantes de World Series de jogar em jogos de exibição durante a pré-temporada, o propósito seria evitar que os participantes replicassem a Série e minassem seu valor. O Comissário de beisebol, Kenesaw Mountain Landis suspendeu o trio até 20 de maio de 1922, e os multou com o valor de seus pagamentos da World Series de 1921. Em agosto de 1922, a regra foi alterada para permitir jogos de exibição limitados com participantes da World Series, com a necessária permissão de Landis.
Em 6 de março de 1922, Ruth assinou um novo contrato de três anos, por $52.000 por ano. A maior soma já paga a um jogador de beisebol até aquele ponto e representava 40% da folha de pagamento do time. Apesar de sua suspensão, Ruth foi nomeado capitão do time em campo. Durante a suspensão, trabalhava com o time pela manhã e atuava em jogos de exibição durante os dias de descanso do time. Ele e Meusel retornaram em 20 de maio, para um estádio Polo Grounds completamente lotado, mas Ruth ficou em 0 de 4, e foi vaiado. Em 25 de maio, foi expulso do jogo por jogar terra no rosto do umpire George Hildebrand, então subiu nas arquibancadas para confrontar uma pessoa que o havia xingado. Ban Johnson ordenou que Ruth fosse multado, suspenso e despojado da "faixa de capitão". Em sua curta temporada, Ruth apareceu em 110 jogos, rebateu 31,5% com quinze home runs e 99 RBIs, mas comparada com suas duas temporadas anteriores, a temporada de 1922 foi frustrante. Apesar de Ruth ficar de fora do time, o Yankees conseguiram vencer o campeonato da liga enfrentando novamente o New York Giants pelo segundo ano consecutivo na World Series de 1922. Na Série, o técnico do Giants, John McGraw, instruiu seus arremessadores a arremessar somente bolas de curva, que era um desafio para Ruth. Ruth rebateu apenas duas vezes em dezessete vezes ao bastão, e o Yankees perdeu para o Giants pelo segundo ano em sequência, por 4–0 (com um jogo empatado). O cronista esportivo Joe Vila o chamou de "um fenômeno arrebentado".
Após a temporada, Ruth foi convidado ao banquete oferecido pelo Elks Club, montado pelo agente de Ruth com o apoio do Yankees. Lá, cada orador, finalizado pelo futuro prefeito de Nova Iorque Jimmy Walker, o censurou por seu mau comportamento. Um Ruth muito emocionado prometeu melhorar e, para surpresa de muitos, prosseguiu com o prometido. Quanto se apresentou ao treinamento de primavera, estava em sua melhor forma como jogador do  Yankees, pesando apenas 95 quilos.
A condição do Yankees de inquilino dos Giants no Polo Grounds tinha se tornado cada mais inconfortável,e em 1922 o proprietário do Giants, Charles Stoneham, afirmou que a concessão, que iria expirar após aquela temporada, não seria renovada. Ruppert e Huston havia muito tempo contemplado um novo estádio e tinham a prioridade de opção de compra no endereço 161st Street e River Avenue no Bronx. Yankee Stadium foi completado a tempo da abertura em 18 de abril de 1923, no qual Babe rebateu o primeiro home run no que foi rapidamente apelidado de "the House that Ruth Built" (a casa que Ruth construiu). O estádio foi desenhado com Ruth em mente: embora as cercas do campo esquerdo era mais longe do home plate do que no Polo Grounds, as cercas do campo direito do Yankee Stadium eram mais perto, tornando home runs mais fáceis de serem rebatidos por rebatedores canhotos. Para poupar os olhos de Ruth, o campo direito–sua posição defensiva–não era na direção do sol da tarde, o que era tradicional; o campista esquerdo Meusel logo estaria sofrendo com dores de cabeça por ficar estrábico ao olhar em direção ao home plate.
O Yankees nunca foi desafiado, liderando a liga por quase toda a temporada de 1923 e vencendo a flâmula da Liga Americana com vantagem de 17 jogos.  Ruth terminou a temporada com um recorde na carreira: média de 39,3% em aproveitamento no bastão e liderou a liga com 41 home runs (empatado com Cy Williams). Outro recorde em sua carreira foram suas 45 rebatidas duplas; atingiu bases 379 vezes, na época um recorde das grandes ligas. Pelo terceiro ano seguido, o Yankees encarou o Giants na World Series de 1923, onde Ruth comandou. Teve média de 36,8%, recebeu oito walks, anotou oito corridas, rebateu três home runs e teve média de slugging de 1.000 durante a série, fazendo assim o Yankees vencer sua primeira World Series, quatro jogos a dois.

#### Título em rebatidas e "dor de barriga" (1924–25)

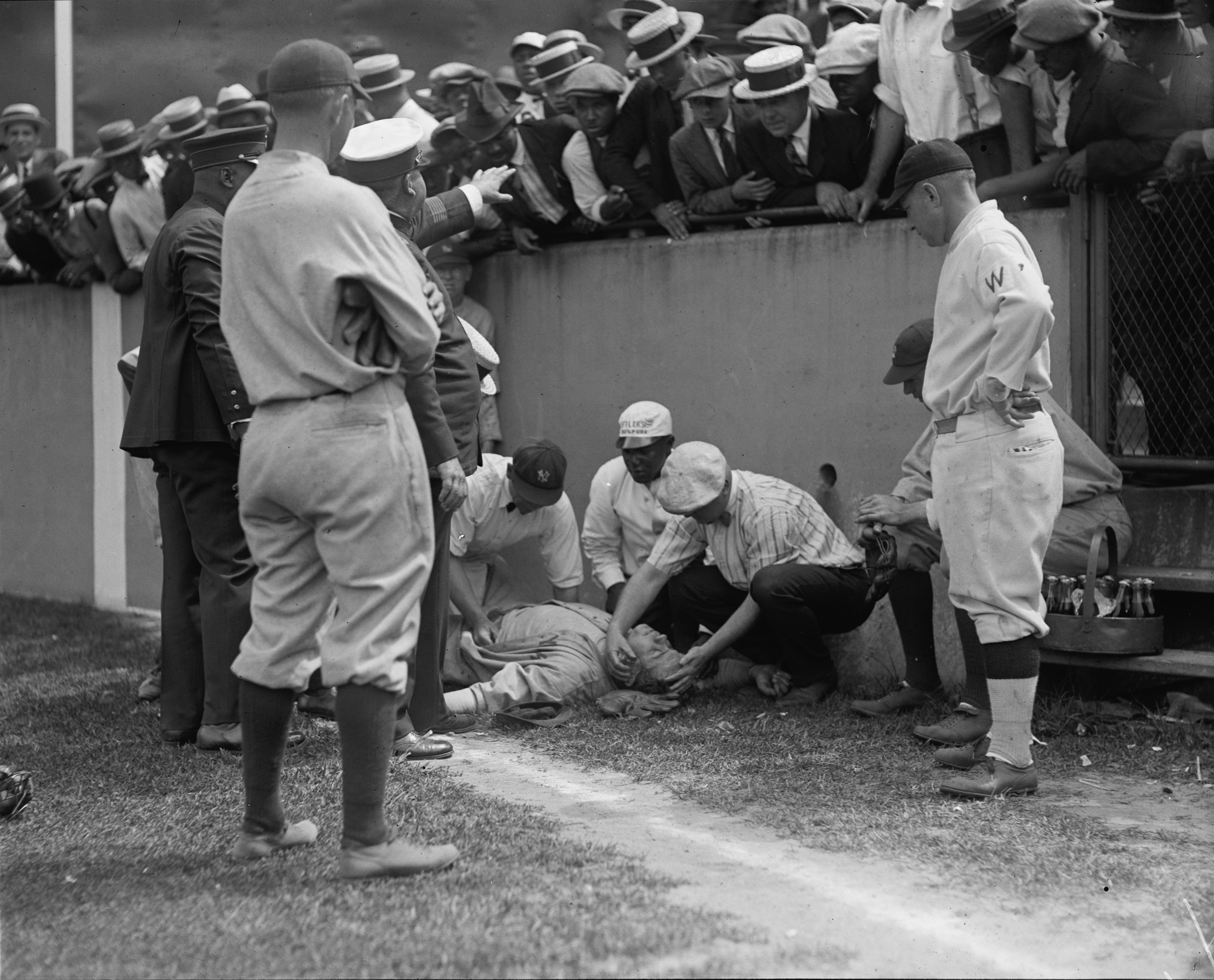
Ruth após perder a consciência ao bater no muro do Griffith Stadium durante um jogo contra o Washington Senators em 5 de julho de 1924. Ruth insistiu em continuar na partida, apesar da evidente dor e um osso da pelve machucado, e rebateu uma dupla na vez seguinte ao bastão.

Em 1924, o Yankees se tornou o primeiro time a vencer quatro flâmulas consecutivas. Atormentado por lesões, encontrou-se em uma batalha com o  Senators. Embora o Yankees vencesse 18 de 22 em certo momento de setembro, o Senators bateu o Yankees por dois jogos. Ruth rebateu 37,8%, vencendo seu único título em média de rebatidas; com 46 home runs, conseguiu outro título naquele ano.
Ruth tinha mantido seus esforços para se manter em forma em 1923 e 1924, mas no começo de 1925 pesava perto de 120 kg. Sua visita anual à  Hot Springs, Arkansas, onde se exercitava e ia para sauna no começo do ano, não lhe fez bem pois passava a maior parte do tempo na farra da cidade turística. Ficou doente e sofreu recaídas durante o treinamento de primavera. Ruth teve um colapso em Asheville, Carolina do Norte, enquanto o time viajava para o Norte. Foi colocado em um trem para Nova Iorque, onde ficou hospitalizado por pouco tempo. Um rumor circulou que Ruth tinha morrido, levando jornais britânicos a incluí-lo na lista de obituários prematuros. Em Nova Iorque, Ruth teve outro colapso e foi achado inconsciente no banheiro do hotel onde se hospedava. Foi levado ao hospital onde sofreu múltiplas convulsões. Após o cronista esportivo W. O. McGeehan ter escrito que a doença de Ruth era devido a muito cachorro quente e refrigerantes antes do jogo, isto ficou conhecido como a "a dor de barriga ouvida 'no mundo todo'". No entanto, a causa exata de sua doença nuna foi confirmada e permanece um mistério. Glenn Stout, em sua história do Yankees, nota que a lenda de Ruth é "ainda uma das mais protegidas dos esportes"; ele sugere que o álcool foi a raiz da doença de Ruth, apontando para o fato que Ruth permaneceu seis semanas no St. Vincent's Hospital mas foi permitido que ele saísse, sob supervisão, para exercitar-se com o time em parte do tempo. Ele conclui que a hospitalização foi comportamental. Jogando apenas 98 jogos, Ruth teve sua pior temporada no  Yankees; terminou com média de 29% e 25 home runs. O Yankees terminou perto do último lugar na Liga Americana com cartel de 69–85, sua última temporada com cartel negativo até 1965.

#### Murderer's Row (1926–28)
Ruth passou parte da pré-temporada de 1925–26 em trabalho físico na academia Artie McGovern, ficando novamente em forma. Barrow e Huggins tinham reconstruído o time, cercando o grupo veterano com bons jovens jogadores como Tony Lazzeri e Lou Gehrig. Mas não era esperado que o New York vencesse a flâmula.
Babe Ruth retornou à sua produção normal durante 1926, rebatendo em média 37,2% com 47 home runs e 146 RBIs. O Yankees estava dez jogos a frente no meio de junho e sem esforço venceu a flâmula por 3 jogos. O St. Louis Cardinals tinha ganho a Liga Nacional com a menor porcentagem de vitórias para um vencedor da flâmula até aquele ponto (57,8%) e acreditava-se que o Yankees venceria a World Series de 1926 facilmente. Embora o Yankees tenha vencido o primeiro jogo em Nova Iorque, o St. Louis ganhou os jogos dois e três. No jogo quatro, Ruth rebateu três home runs, a primeira vez que se conseguia tal façanha em um jogo de World Series, levando o Yankees à vitória; no quinto jogo Ruth apanhou uma bola e colidiu com a cerca. New York levou o jogo, mas Grover Cleveland Alexander venceu o jogo seis para o St. Louis, empatando a série em três jogos cada. Grover entrou no jogo sete na sétima entrada e venceu o jogo por 3–2, vencendo a série. Ruth tinha rebatido seu quarto home run e foi o único jogador do Yankees a alcançar base contra Alexander, ganhando um walk na nona entrada antes de ser pego roubando base e encerrando o jogo. Embora a tentativa de roubo da segunda base de Ruth seja ainda considerado um erro, Creamer aponta que as chances do Yankees empatar a partida seriam melhoradas com um corredor em posição de anotar corrida.
A Série de 1926 também seria conhecida pela promessa que Ruth fez a um garoto hospitalizado de 11 anos de idade de nome Johnny Sylvester, que ele rebateria um home run em seu nome. Sylvester tinha se machucado ao cair de um cavalo, e um amigo do pai de Sylvester deu ao garoto duas bolas autografadas pelos times do Yankees e Cardinals, e retransmitiu a promessa de Ruth, que não conhecia o garoto, de rebater um home run para ele. Após a  Series, Ruth visitou o menino no hospital. Quando a matéria veio a público, a imprensa a aumentou enormemente, e segundo alguns relatos, disse até que Ruth teria salvo a vida do garoto ao visitá-lo, prometendo um home run, e cumprindo a promessa.

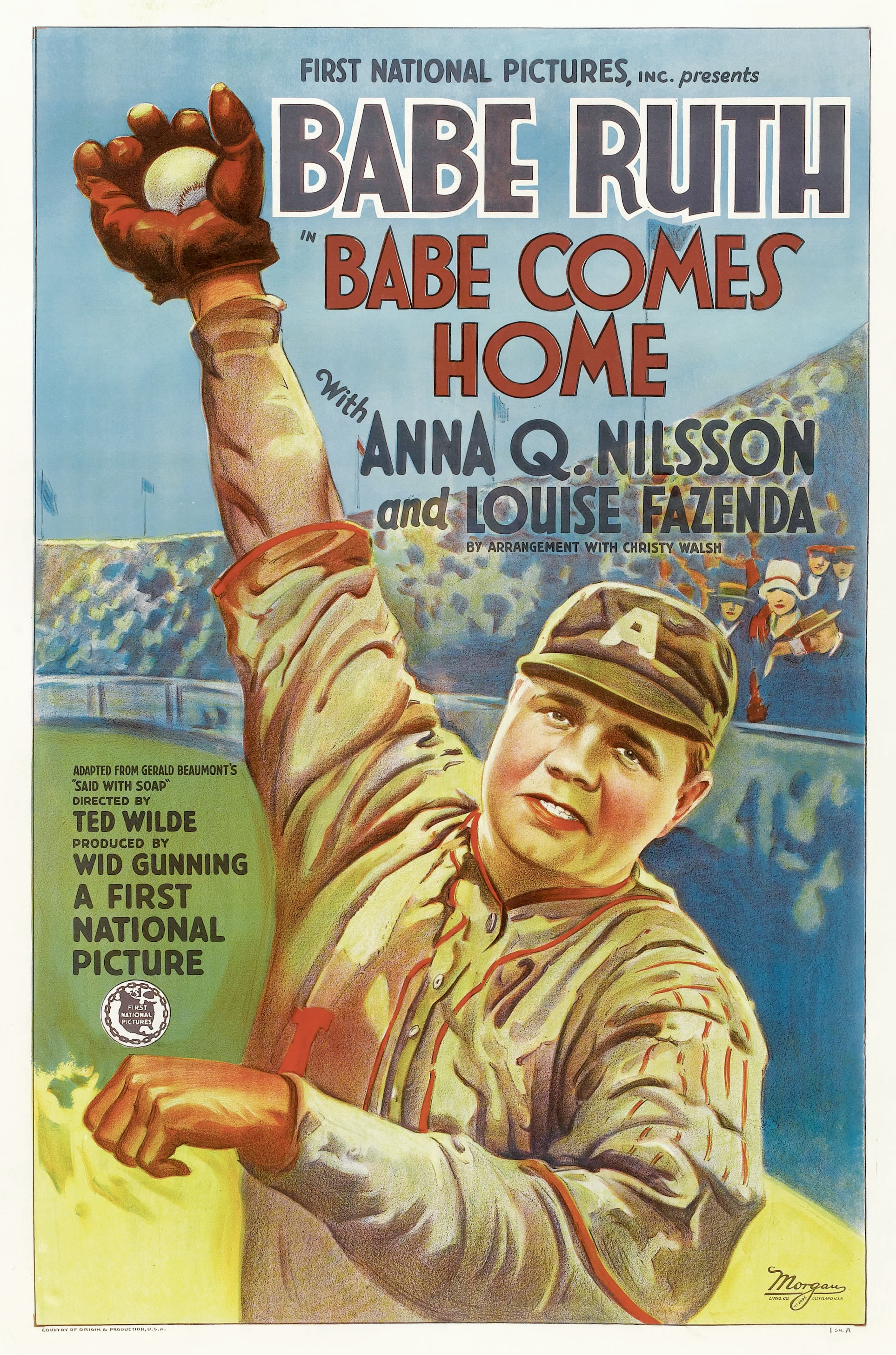
Ruth tirou um folga em 1927 para estrelar com Anna Q. Nilsson na First National Pictures, o filme mudo Babe Comes Home. O filme é considerado perdido.

O time do New York Yankees de 1927 é considerado um dos maiores esquadrões que já pisaram em campo. Conhecidos como Murderer's Row por causa da força de sua escalação, o time venceu 110 jogos, um recorde para a época, e ganhou a flâmula da Liga Americana com vantagem de 19 jogos, conquistando o primeiro lugar no Dia do Trabalho. Com pouco suspense na corrida pela flâmula, a atenção da nação se voltou na busca de Ruth pelo seu recorde de home runs em temporada única de 59. Ruth estava sozinho nesta busca: Gehrig provou ser um rebatedor capaz de desafiar Ruth pela coroa de home runs, empatando com Ruth em 24 home runs no fim de junho. Em julho e agosto, eles nunca estiveram separados por mais de dois home runs. Gehrig tomou a frente, 45–44, no primeiro jogo da jornada dupla no Fenway Park no começo de setembro; Ruth respondeu com dois HRs para recuperar a liderança, como ficou provado definitivamente—Gehrig terminou com 47. Mesmo assim, em 6 de setembro, Ruth ainda estava muitos jogos longe de seu ritmo de 1921, e foi para a série final contra o Senators, com apenas 57. Rebateu dois no primeiro jogo da série, incluindo um contra o arremessador Paul Hopkins, encarando seu primeiro rebatedor nas grandes ligas, para empatar seu recorde. No dia seguinte, 30 de setembro, quebrou o recorde com seu 60º homer, na oitava entrada contra o arremessador Tom Zachary para desempatar o jogo que estava 2–2. "Sessenta! Vamos ver algum filho da puta tentar superar isso", Ruth exultou depois do jogo. Além do recorde em sua carreira com sessenta home runs, Ruth teve média de 35,6%, obteve 164 RBIs e conseguiu média de slugging .772. Na World Series de 1927, o Yankees varreu o Pittsburgh Pirates em quatro jogos; os jogadores da Liga Nacional estavam desanimados após assistir o Yankees fazer um treinamento de rebatidas antes do jogo um, com bola após bola deixando o estádio Forbes Field. De acordo com Appel, "O New York Yankees de 1927. Mesmo hoje, as palavras inspiram temor ... todo o sucesso no beisebol é medido contra o time de 27."

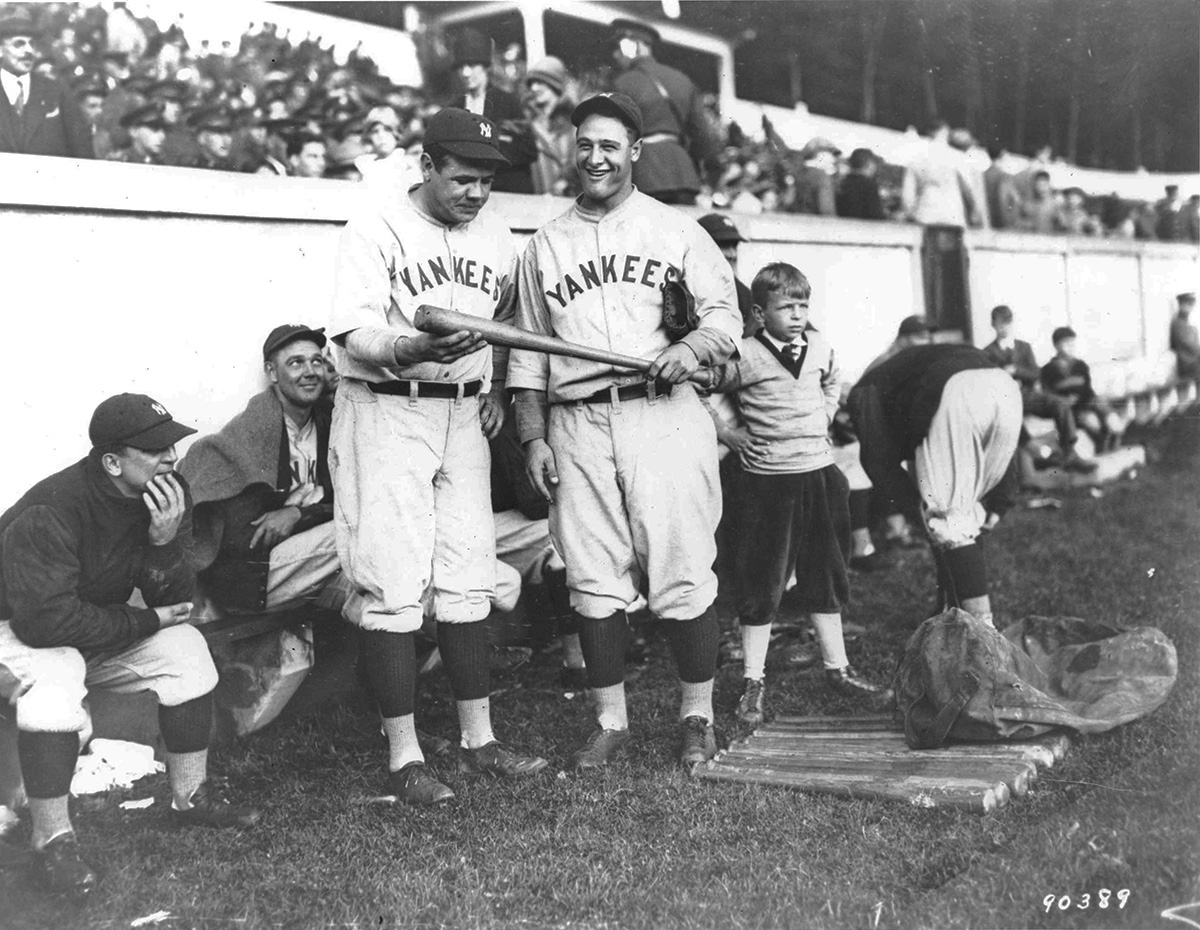
Babe Ruth e Lou Gehrig no West Point, New York em 1927.

Antes da temporada de 1928, Ruth assinou um novo contrato por um valor sem precedentes de $80.000 por ano. A temporada começou para bem para o Yankees, que liderou a liga desde o começo. Mas o Yankees foi atormentado por contusões, arremessos instáveis e jogo inconsistente. O Philadelphia Athletics, reconstruído após alguns anos de má qualidade, diminuíram a enorme vantagem do Yankees e até mesmo ficou em primeiro lugar brevemente no começo de setembro. O Yankees, porém, reconquistou a liderança quando bateu o Athletics em três jogos de quatro em uma série primordial no Yankee Stadium mais tarde naquele mês, e venceu a flâmula na semana final da temporada. O jogo de Ruth foi um espelho da performance do time. Começou uma boa arrancada em 1º de agosto, quando tinha 42 home runs. Isto o colocava à frente de seu ritmo de 60 home runs da temporada anterior. Mas então caiu bruscamente de rendimento na parte final da temporada e rebateu apenas doze home runs nos últimos dois meses. A média em rebatidas de Ruth também caiu, ficando em 32,3%, bem abaixo de sua média na carreira. Mesmo assim, terminou a temporada com 54 home runs. O Yankees varreu o favorito Cardinals em quatro jogos na World Series de 1928, com Ruth rebatendo 62,5% e conseguindo três home runs no jogo quatro, incluindo um contra Alexander.

#### "Jogada cantada" e os anos finais com o Yankees (1929–34)

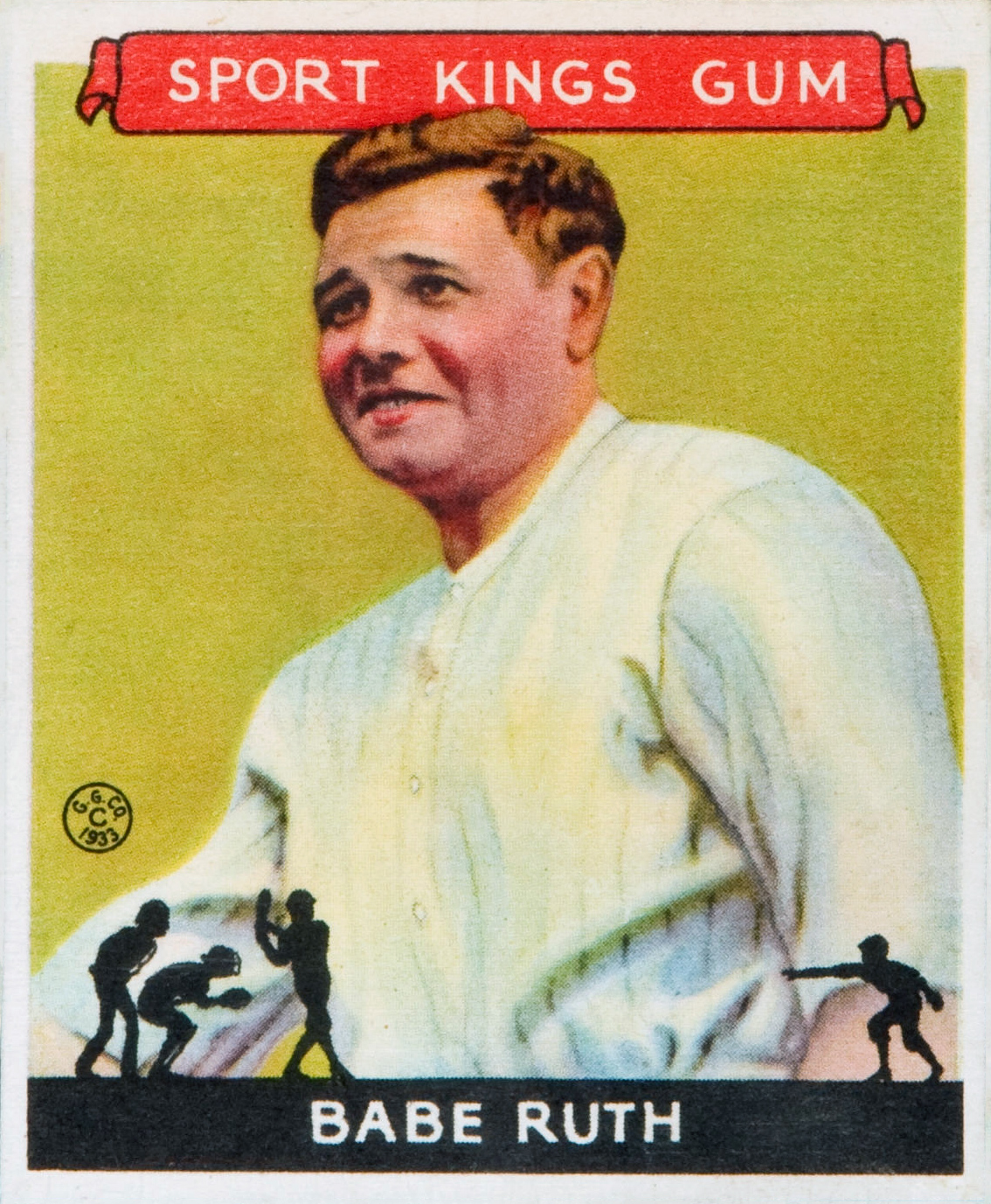
Um cartão de beisebol de 1933 da Goudey Sport Kings.

Antes da temporada de 1929, Ruppert, que tinha comprado o Houston em 1923, anunciou que o Yankees vestiria uniformes com números para permitir que os fãs no cavernoso Yankee Stadium diferenciassem um jogador de outro. O Cardinals e o Indians tinham feito a experiência com uniformes numerados; o Yankees foi o primeiro a usá-lo em jogos em casa e fora de casa. Como Ruth rebatia em terceiro na ordem de rebatedores, foi lhe dado o número 3. De acordo com uma lenda muito antiga no beisebol, o Yankees adotou seu, agora icônico, uniforme listrado na esperança de que Ruth parecesse mais magro. Na verdade, entretanto, a equipe já usava o uniforme listrado desde que Ruppert tinha comprado o time em 1915.
Embora o Yankees tivessem começado bem, o Athletics logo provou que eram o melhor time de 1929, dividindo duas séries com o Yankees no primeiro mês da temporada, tomando então a liderança do Yankees no meio de maio. Mesmo com Ruth se apresentando bem, o Yankees não foi capaz de acompanhar o Athletics—Connie Mack tinha construído outra grande equipe. Uma tragédia se abateu sobre o Yankees mais tarde naquele ano quando o técnico Huggins morreu de erisipela, uma infecção por bactérias na pele, em 25 de setembro. Apesar das diferenças do passado, Ruth elogiou Huggins e o descreveu como um "grande cara". O Yankees terminou em segundo, 18 jogos atrás do Athletics. Ruth teve média de 34,5% durante a temporada, com 46 home runs e 154 RBIs.
O Yankees contratou Bob Shawkey como técnico, a quarta escolha. Ruth tentou o cargo de jogador´técnico, mas não foi seriamente considerado por  Ruppert e Barrow; Stout considerou esta como a primeira opção pois Ruth não teria futuro com o Yankees uma vez que ele estava acabado como jogador. Shawkey, um ex-jogador do Yankees player e companheiro de equipe de Ruth, não foi capaz de impor respeito ao rebatedor. O  Athletics venceu sua segunda flâmula consecutiva e a World Serie de 1929, com o Yankees terminando em terceiro lugar, dezesseis jogos atrás. Durante aquela temporada um repórter perguntou a Ruth o que ele achava do fato de que seu salário de $80.000 ser maior que o do Presidente Herbert Hoover ($75.000). Sua resposta foi, "Eu sei, mas eu tive uma ano melhor que Hoover." Em 1930, Ruth teve média de 35,9% com 49 home runs (sua melhor performance após 1928) e 153 RBIs, além de ter arremessado seu primeiro jogo em nove anos, uma vitória com jogo completo. No final da temporada,  Shawkey foi demitido e substituído pelo gerente do Chicago Cubs, Joe McCarthy, embora Ruth novamente tenha tentado, sem sucesso, o cargo.
McCarthy era um disciplinador, mas escolheu não interferir com Ruth, e o rebatedor, de sua parte, não procurava conflito com o técnico. O time melhorou em 1931, mas não era páreo para o Athletics, que venceu 107 jogos, 13+1⁄2 jogos à frente do Yankees. Ruth, de sua parte, teve média de 37,3%, com 46 home runs e 163 RBIs. Teve 31 duplas, seu maior número desde 1924. Na temporada de 1932, o Yankees teve cartel de 107–47 e venceu a flâmula. A efetividade de Ruth tinha caído um pouco, mas ele ainda conseguiu 34,1% com 41 home runs e 137 RBIs. No entanto, ele foi afastado duas vezes devido a lesões durante a temporada.
O Yankees encarou o Cubs, o antigo time de McCarthy, na World Series de 1932 O sangue estava quente entre as duas equipes pois o Yankees se ressentia do fato do Cubs recompensar com o bônus de pós-temporada o jogador Mark Koenig, um antigo Yankee. Os jogos no Yankee Stadium não tinham sidos lotados; ambos foram vencidos pelo time da casa, com Ruth conseguindo duas rebatidas simples, mas anotando quatro corridas após ganhar quatro walks. Em Chicago, Ruth estava ofendido com a multidão hostil que foi ao encontro do trem do Yankess e zombou deles no hotel. A multidão do jogo três incluía o Governador de Nova Iorque Franklin D. Roosevelt, o candidato Democrata para presidência, que estava sentado com o prefeito de Chicago, Anton Cermak. Muitos da plateia atiraram limões em Ruth, um sinal de escárnio, e outros (bem como o próprio Cubs) gritavam insultos a Ruth e outros Yankees. Eles foram brevemente silenciados quando Ruth rebateu um home run de três corridas em cima do arremessador Charlie Root na primeira entrada, mas logo o Cubs empatou o placar em 4–4 na quarta entrada. Quando Ruth veio ao plate na parte alta da quinta entrada, a multidão e os jogadores do Chicago, liderados pelo arremessador Guy Bush, gritavam insultos para Ruth. Com a contagem em duas bolas e um strike, Ruth fez um gesto, possivelmente na direção do campo central, e após o próximo arremesso (um strike), pode ter apontado para aquele local com uma mão.  Ruth rebateu o quinto arremesso sobre a cerca do campo central; estima-se que a bola tenha viajado perto de 152 metros. Se Ruth pretendia ou não indicar onde ele planejava (e conseguiu) rebater a bola não se tem certeza, mas o incidente entrou para a lenda como a Jogada cantada de Babe Ruth (Babe Ruth's called shot). O Yankees venceu o jogo três, e no dia seguinte com outra vitória por 13-6 venceram a World Series. Durante este jogo, Bush acertou Ruth com um arremesso no braço, causando xingamentos de um lado e outro.
Ruth permaneceu produtivo em 1933; rebateu 30,1% com 34 home runs, 103 RBIs, e na liderança de walks com 114, e o Yankees terminaram em segundo, sete jogos atrás do Senators. Foi selecionado para jogar no campo direito pelo técnico do Athletics Connie Mack no primeiro Jogo das Estrelas da Major League Baseball, que aconteceu em 6 de julho de 1933 no Comiskey Park em Chicago. Ruth rebateu o primeiro home run na história dos Jogos das Estrelas, uma rebatida de duas corridas contra Bill Hallahan durante a terceira entrada, que ajudou a Liga Americana a vencer o jogo por 4–2. Durante o jogo da temporada de 1933, em um golpe publicitário organizado por seu time, Ruth arremessou um jogo completo na vitória sobre o Red Sox, sua aparição final como arremessador. Apesar de números banais como arremessador, Ruth teve um cartel como Yankee de 5–0 em cinco jogos pelo Yankees, elevando seu total na carreira em 94–46.

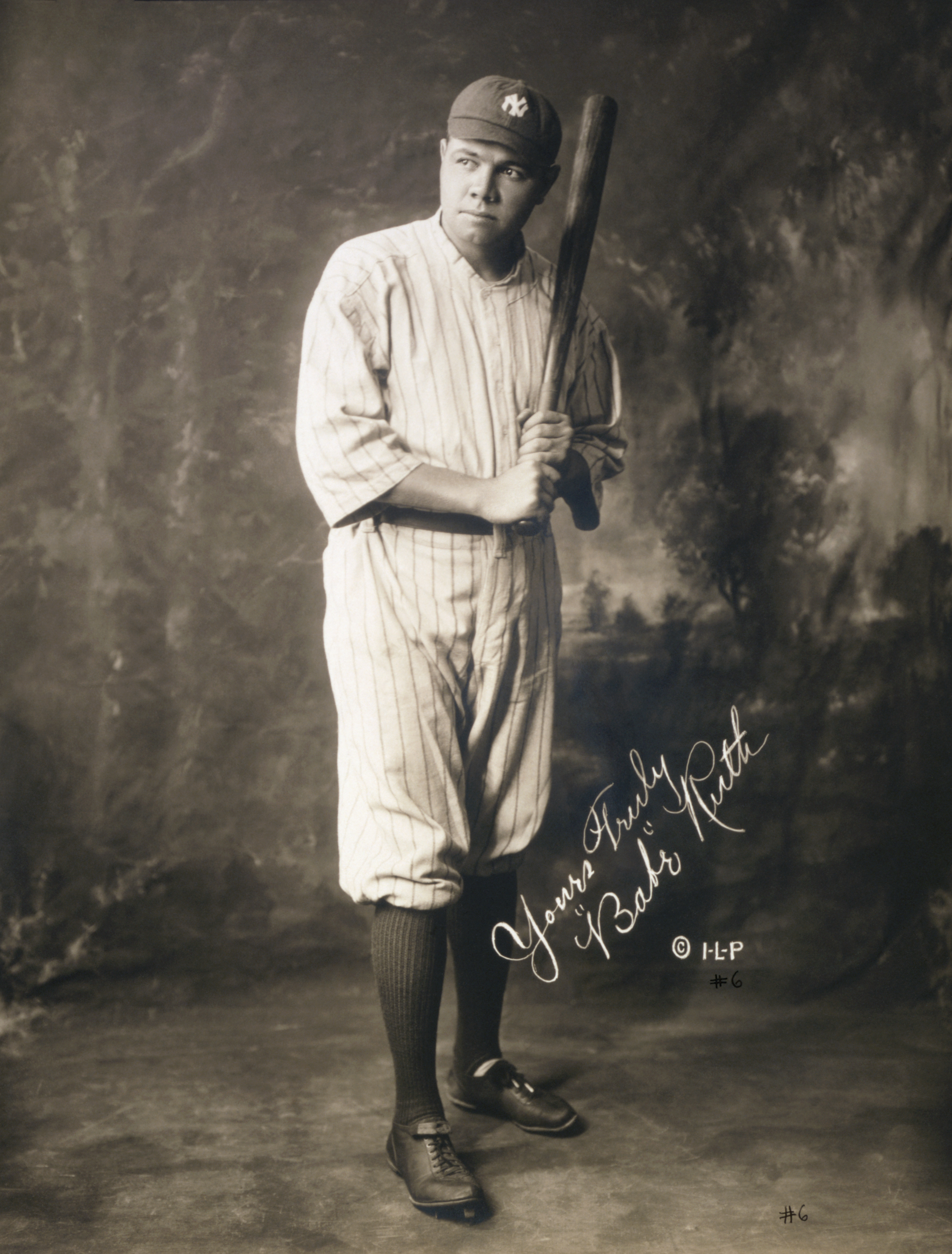
Babe Ruth em 1920 com uniforme dos Yankees.

Em 1934, Ruth jogou sua última temporada completa. Nesta época, os anos de badalação começavam a pesar sobre Ruth. Seu condicionamento tinha se deteriorado ao ponto de ele não poder mais correr. Ele aceitou um corte no salário de $35.000, mas ainda era o jogador mais bem pago das grandes ligas. E ainda sabia rebater, conseguindo média de 28,8% com 22 home runs, estatísticas descritas por Reisler como "meramente mortais". Ruth foi selecionado pela Liga Americana no Jogo das Estrelas pelo segundo ano consecutivo. Durante o jogo, o arremessador do New York Giants, Carl Hubbell, eliminou por strike Ruth e outros quatro futuros membros do Hall-of-Fame consecutivamente. O Yankees terminou em segundo novamente, sete jogos atrás do Tigers.

### Boston Braves (1935)
Embora Ruth soubesse que sua carreira como jogador estivesse quase no fim, ele desejava permanecer no beisebol como técnico. Ele foi muitas vezes mencionado como um possível candidato em funções gerenciais, mas em 1932, quando foi mencionado como um candidato para a posição no Red Sox, Ruth afirmou que ainda não estava pronto para deixar o campo. Houve rumores que Ruth era um provável candidato cada vez que o Cleveland Indians, o Cincinnati Reds e o Detroit Tigers estavam procurando um técnico, mas nada aconteceu.
Pouco antes da temporada de 1934, Ruppert ofereceu a Ruth o cargo de técnico do time do Yankees nas ligas menores, o Newark Bears, mas foi aconselhado a ficar de fora por sua esposa, Claire Merritt Ruth e seu gerente de negócios, Christy Walsh. Logo após isso, o proprietário do Tigers, Frank Navin, fez uma proposta a Ruppert e Barrow—se o Yankees negociasse Ruth com o  Detroit, Navin nomearia Ruth jogador-técnico. Navin acreditava que Ruth não só trairia uma atitude vencedora para a equipe que não conseguia passar do terceiro lugar desde 1923, mas também aumentaria os fracos números do Tigers em comparecimento ao estádio. Navin pediu que Ruth viesse a Detroit para uma entrevista. Entretanto Ruth recusou pois Walsh já tinha arranjado uma participação em um torneio de golfe de celebridades no Havaí. Ruth e Navin negociaram por telefone enquanto Ruth no Havaí, mas essas conversações fracassaram quando Navin se recusou a dar Ruth uma parte dos rendimentos da bilheteria do Tigers.
No começo da temporada de 1934, Ruth começou abertamente a fazer campanha para se tornar técnico dos Yankees. Porém, o cargo nunca foi uma possibilidade séria. Ruppert sempre apoiou McCarthy, que permaneceria como treinador por outras 12 temporadas. O relacionamento de Ruth e McCarthy tinha sido morna e as pretensões de Ruth esfriaram a relação. Pelo fim da temporada, Ruth deu a entender que ele iria se aposentar a menos que Ruppert o nomeasse treinador do Yankees. De sua parte, Ruppert queria que seu rebatedor deixasse a equipe sem drama e sentimentos fortes quando chegasse o tempo.
Durante a pré-temporada de 1934–35, Ruth viajou o mundo com sua esposa, incluindo uma turnê de apresentação pelo extremo oriente. Em sua parada final, antes de retornar para casa, no Reino Unido, Ruth foi apresentado ao críquete pelo jogador australiano Alan Fairfax, e após ter pouca sorte na posição de jogador de críquete, permaneceu como rebatedor de beisebol e lançou algumas rebatidas massivas pelo campo, destruindo o bastão no processo. Embora Fairfax lamentasse por não ter tido tempo de fazer de Ruth um jogador de críquete, Ruth tinha perdido qualquer interesse em tal carreira, ao saber que os melhores rebatedores ganhavam apenas $40 por semana.
Também durante a pré-temporada, Ruppert tinha sondado outros clubes na esperança de encontrar um que estivesse disposto a ter Ruth jogo técnico e/ou jogador. Entretanto. a única oferta séria veio do proprietário/técnico do Athletics, Connie Mack, que pensou em parar como técnico em favor de Ruth. Porém, Mack mais tarde abandonou a ideia dizendo que a esposa de Ruth comandaria a equipe em um mês se Ruth assumisse.
Enquanto a turnê de apresentação estava em curso, Ruppert começou a negociar com o proprietário do Boston Braves, o juiz Emil Fuchs, que queria Ruth como uma chamativa atração. Embora o Braves tivesse desfrutado de recente sucesso, terminando em quarto na Liga Nacional em 1933 e 1934, a equipe teve um fraco desempenho nas bilheterias. Incapaz de pagar o aluguel do Braves Field, Fuchs tinha considerado trazer corrida de cães para o estádio quando o Braves não estivessem jogando em casa, apenas para ser recusado por Landis. Após uma série de telefonemas, cartas e encontros, o Yankees negociou Ruth com o Braves em 26 de fevereiro de 1935. Ruppert tinha afirmado que não liberaria Ruth para ir a outro time como jogador em tempo integral. Por esta razão, foi anunciado que Ruth se tornaria vice-presidente do time e seria consultado em todas as transações do clube, além de jogar. Ruth também foi feito assistente técnico do capitão do Braves, Bill McKechnie. Em uma longa carta a Ruth poucos dias de uma conferência de imprensa, Fuchs prometeu a Ruth participação nos lucros do Braves, com a possibilidade de se tornar co-proprietário da equipe. Fuchs também levantou a possibilidade de Ruth suceder McKechnie como técnico, talvez no começo de 1936. Ruppert chamou o negócio de "a maior oportunidade que Ruth já teve".
Houve considerável atenção quando Ruth se apresentou para o spring training. Ele não tinha rebatido seu primeiro home run do treinamento até o time deixar Flórida e começando a viagem para o norte em Savannah. Rebateu dois home runs em um jogo de exibição contra o Bears. No meio de muita atenção da imprensa, Ruth jogou seu primeiro em Boston em mais de 16 anos. Ante uma plateia de mais de 25.000 pessoas no dia de abertura, incluindo cinco dos seis governantes da Nova Inglaterra,, Ruth foi responsável por todas as corridas do Braves na vitória por 4-2 contra o New York Giants, rebatendo um home run de duas corridas, rebatendo uma simples com mais 1 RBI e mais tarde na mesma entrada, anotando a quarta corrida. Embora a idade e o peso o tinham deixado mais lento, apanhou a bola correndo no campo esquerdo que os cronistas esportivos consideraram o destaque defensivo do jogo.
Ruth teve duas rebatidas no segundo jogo da temporada, mas rapidamente houve queda de rendimento tanto de Ruth como do Braves a partir dali. A temporada logo estabeleceu-se a uma rotina de Ruth tendo um mau desempenho nas poucas ocasiões em que ele jogava e o Braves perdendo a maioria dos jogos. De abril para maio, a deterioração de Ruth se tornou ainda mais pronunciada. Enquanto permaneceu produtivo no plate no início, ele pouco podia fazer a mais. Sua condição tinha se deteriorado ao ponto de que ele mau podia trotar entre as bases. Sua atuação na defesa se tornou tão pobre que três arremessadores do Braves disseram a McKechnie que não iriam para o montinho se ele estivesse escalado. Em pouco tempo, Ruth parou também de rebater. Ele ficou cada vez mais irritado que McKechnie ignorava a maioria de seus conselhos. De sua parte, McKechnie mais tarde afirmou que o alto salário de Ruth e sua recusa em ficar com o time quando jogavam fora de casa fez com que se tornasse quase impossível de se impor disciplina.
Ruth logo percebeu que Fuchs o tinha enganado e não tinha intenção de fazer dele o técnico ou dar-lhe qualquer tarefa significativa fora de campo. Mais tarde Ruth afirmou que suas únicas tarefas como vice-presidente consistiam em fazer aparições públicas e autografar ingressos. Ruth também descobriu que longe de dar-lhe parte dos lucros, Fuchs queria que investisse seu dinheiro na equipe em seu último esforço para melhorar seu balanço. Como se viu, tanto Fuchs como Ruppert sabiam o tempo todo que as posições de Ruth fora de campo eram sem sentido.
No fim do primeiro mês da temporada, Ruth concluiu que sua carreira tinha chegado ao fim, mesmo como jogador em tempo parcial. Já em 12 de maio, ele pediu a Fuchs para deixá-lo se aposentar. Fuchs acabou convencendo Ruth a permanecer pelo menos até a jornada dupla do Memorial Day na Filadélfia. Neste meio tempo houve jogos fora de casa, em que os times rivais tinham dias programados para homenageá-lo. Em  Chicago e St. Louis, Ruth se apresentou precariamente, e sua média de rebatidas caiu para 15,5%, com apenas três home runs. Nos primeiros dois jogos em Pittsburgh, Ruth teve apenas uma rebatida, embora uma longa bola voadora pega por Paul Waner provavelmente seria um home run se o jogo tivesse acontecido em outros estádios além do Forbes Field.
Ruth jogou o terceiro jogo da série em Pittsburgh em 25 de maio de 1935, e acrescentou mais um conto em sua lenda como jogador. Ruth conseguiu 4 de 4, incluindo três home runs, embora o Braves tenha perdido o jogo por 11–7. Os últimos dois contra a lenda do Cubs, Guy Bush. O home run final, tanto do jogo como da carreira de Ruth, viajou sobre o deck superior no campo direito e fora do estádio, a primeira vez em que alguém rebatia uma bola completamente para fora do Forbes Field. Tentaram convencer Ruth que fizesse deste seu último jogo, mas ele tinha sua palavra a Fuchs e jogou em  Cincinnati e Filadélfia. O primeiro jogo de uma jornada dupla na Filadélfia—o Braves perdeu ambos jogos—foi sua apresentação final nas grandes ligas. Em 2 de junho, após uma discussão com Fuchs, Ruth se aposentou. Terminou 1935 com média de  18,1%—sua pior média como jogador em tempo integral—e os últimos seis de 714 home runs. O Braves, que tinha cartel de vitórias em 10–27 quando Ruth deixou o time, terminou a temporada em 38–115, com 24,8% de  vitórias, a pior média na história da Liga Nacional moderna. Insolvente como sua equipe, Fuchs entregou o controle do  Braves antes do final da temporada; a Liga Nacional assumiu a franquia no final do ano.

## Aposentadoria

### 1935–46

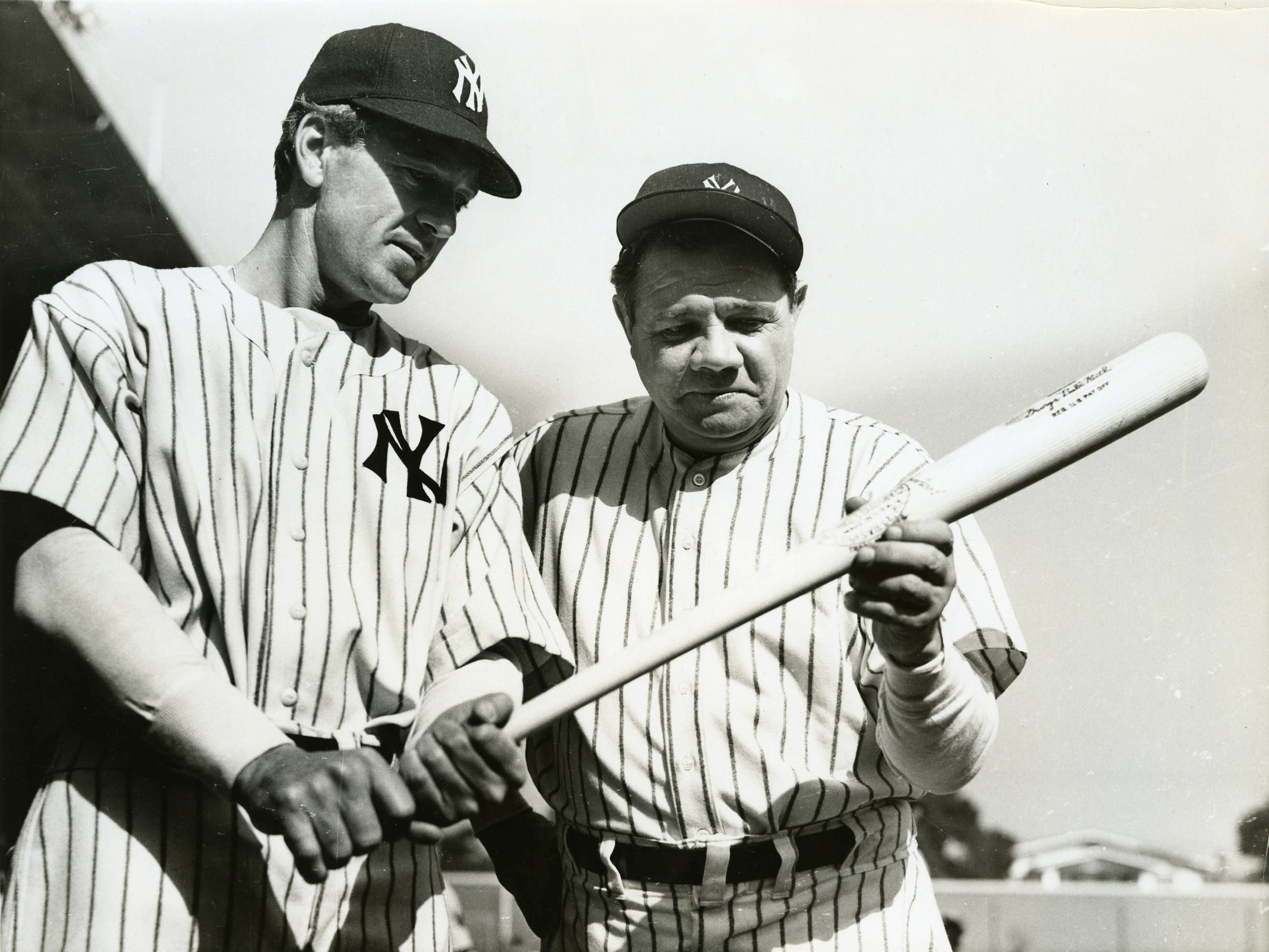
Ruth com Gary Cooper no filme de 1942 The Pride of the Yankees

Embora Fuchs tenha dado a Ruth sua liberação incondicional, nenhum outro time expressou interesse em contratá-lo. Ruth ainda tinha esperança de ser contratado como técnico se não pudesse jogar mais, mas apenas um cargo gerencial, do Cleveland, se tornou disponível da aposentadoria de Ruth e o fim da temporada de 1937. Perguntado se ele consideraria Ruth para o cargo, o proprietário do Indians, Alva Bradley respondeu negativamente.
O escritor Creamer acreditava que Ruth foi tratado injustamente por nunca ter sido dada a oportunidade de gerenciar um clube das grandes ligas.
O autor acreditava que não houve necessariamente uma relação entre a conduta pessoal e sucesso gerencial, notando que John McGraw, Billy Martin e Bobby Valentine foram vencedores, apesar de falhas de caráter. Os proprietários da equipe e gerentes gerais avaliou que os hábitos pessoais extravagantes de Ruth como uma razão para excluí-lo de um cargo gerencial; Barrow disse: "Como ele pode gerenciar outros homens quando não pode controlar a si mesmo?"
Ruth jogou golfe e uns poucos jogos de beisebol de exibição, demonstrando uma contínua habilidade em atrair grandes multidões. Este apelo contribuiu para que o Dodgers o contratasse como técnico de primeira base em 1938. Mas o gerente geral do Brooklyn, Larry MacPhail, deixou claro quando Ruth foi contratado que ele não seria considerado para o cargo de técnico, se, como era esperado, Burleigh Grimes se aposentasse no fim da temporada. Embora muito tenha sido dito sobre o que Ruth poderia ensinar aos jogadores jovens, na prática, suas funções eram aparecer em campo uniformizado e encorajar os corredores em base—não foi chamado para retransmitir sinais aos jogadores. Ele se dava bem com todos, exceto o capitão da equipe, Leo Durocher, que tinha sido contratado como substituto de Grimes no fim da temporada. Ruth retornou à aposentadoria, nunca mais trabalhando no beisebol.
Em 4 de julho de 1939, Ruth falou no Lou Gehrig Appreciation Day no Yankee Stadium como membro do time de 1927 e um estádio completamente lotado honrava o primeira base, forçado a uma aposentadoria prematura pela esclerose lateral amiotrófica, que o mataria dali a dois anos. Na semana seguinte, Ruth foi a Cooperstown, Nova Iorque, para a abertura formal do Baseball Hall of Fame. Três anos antes ele tinha sido um dos cinco jogadores indicados para o Hall of Fame. Como radialistas de beisebol se tornaram populares, Ruth procurou um emprego nesse campo, argumentando que sua celebridade e conhecimento de beisebol  assegurariam grandes audiências, mas ele não recebeu ofertas. Durante a Segunda Guerra Mundial, fez muitas aparições pessoais para fazer avançar o esforço de guerra, incluindo sua última aparição como jogador no Yankee Stadium, em um jogo de exibição em 1943 para o fundo de ajuda da Marinha-Exército. Rebateu um longa bola voadora contra o arremessador Walter Johnson; a rebatida foi para o campo esquerdo, se transformando em foul ball mas Ruth circulou as bases mesmo assim. Em 1946, fez um esforço final na tentativa de conseguir um cargo no beisebol, contactando o chefe do Yankees, MacPhail, mas lhe foi enviada uma carta de rejeição.

## Vida pessoal

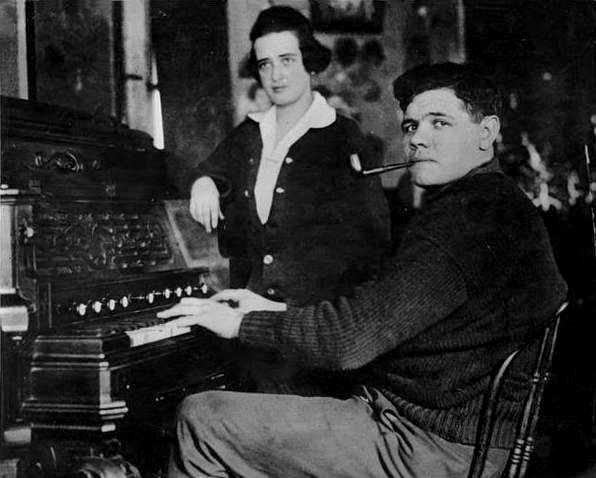
Babe Ruth e sua primeira esposa, Helen Woodford, em 1915

Ruth conheceu Helen Woodford (1897–1929), segundo alguns relatos, em uma cafeteria em Boston onde ela era garçonete e se casaram em 17 de outubro de 1914; ele tinha 19 e ela 17. Adotaram uma filha, Dorothy (1921–1989), em 1921. Ruth e Helen se separaram por volta de 1925, segundo informações devido as suas repetidas traições. A última aparição do casal aconteceu durante a World Series de 1926. Helen morreu em janeiro de 1929 com 31 anos de idade em um incêndio na cidade de Watertown, Massachusetts, na casa de propriedade de Edward Kinder, um dentista com quem ela vivia como "Sra. Kinder". Em seu livro,  My Dad, the Babe, a filha de Babe, Dorothy, afirma que ela era filha biológica de Ruth com uma amante de nome Juanita Jennings. Ela morreu em 1989.
Em 17 de abril de 1929, apenas três meses da morte de sua primeira esposa, Ruth se casou com a atriz e modelo Claire Merritt Hodgson (1897–1976) e adotou um filha, Julia; ele tinha 34 e ela 31. Este foi o segundo e casamento final do casal. Segundo um relato, Julia e Dorothy eram, não por culpa própria, a razão para o racha de sete anos no relacionamento de Ruth com o colega Lou Gehrig. Em 1932, a mãe de Gehrig, durante uma conversa que ela assumiu era privada, comentou, "É uma vergonha que [Claire] não vista Dorothy tão bem como ela veste sua própria filha." Quando o comentário inevitavelmente chegou em Ruth, ele furiosamente disse a Gehrig para dizer à sua mãe para que ela cuidasse da própria vida. Gehrig por sua vez, se ofendeu com o comentário de Ruth sobre sua mãe. Os dois nunca mais se falaram fora de campo até se reconciliarem no Yankee Stadium na homenagem a Gehrig no Lou Gehrig Appreciation Day em 1939.
Embora Ruth estivesse durante a maior parte de sua carreira no beisebol, quando o Colonel Huston pediu-lhe para suavizar seu estilo de vida, o jogador disse: "Prometo ir mais devagar na bebida e ir para a cama mais cedo, mas não para você, cinquenta mil dólares ou duzentos e cinquenta mil dólares que eu vou desistir das mulheres. Elas são muito divertidas."

## Câncer e morte (1946–48)

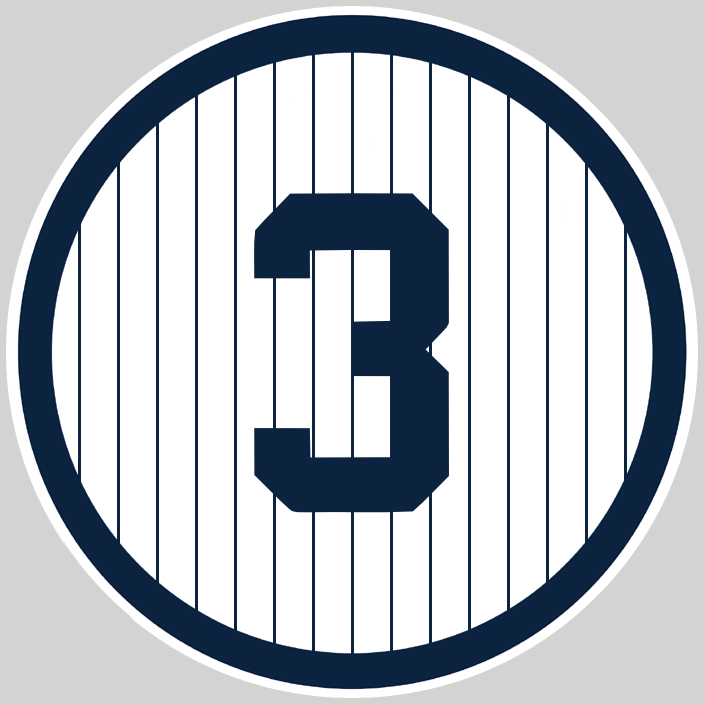
O número 3 foi aposentado pelo Yankees em 1948.

Nos primeiros anos da Guerra, doutores tinham alertado Ruth que cuidasse melhor de sua saúde, e ele a contragosto seguiu os conselhos, limitando seu consumo de bebidas e deixando de ir em uma viagem proposta para apoiar as tropas no Pacífico Sul. Em 1946, Ruth começou a sentir muita dor acima de seu olho esquerdo, e ter dificuldade em engolir. Em novembro de 1946, Ruth deu entrada no French Hospital em Nova Iorque para alguns testes, que revelaram que Ruth tinha um tumor maligno inoperável na base de seu crânio e em seu pescoço. Era uma lesão conhecida como carcinoma da nasofaringe, ou "lymphoepithelioma." Seu nome e fama deram a ele acesso a tratamentos experimentais, e ele foi um dos primeiros pacientes de câncer a receber tanto tratamentos com drogas como também radiação simultaneamente. Saiu do hospital em fevereiro, tendo perdido 36 quilos, e foi para a Flórida para se recuperar. Retornou para Nova Iorque e o Yankee Stadium após a temporada já ter começado. O novo comissário, Happy Chandler (Judge Landis tinha falecido em 1944), proclamou 27 de abril de 1947, o Dia de Babe Ruth em todas as grandes ligas, com a observância mais significativa no Yankee Stadium. Alguns companheiros de equipe e outros falaram em honra a Ruth, que fez um breve discurso para uma plateia de 60.000 pessoas.
Nesta época, o desenvolvimento em quimioterapia ofereceu alguma esperança. Os médicos não tinham contado a Ruth que ele tinha câncer por causa do medo de sua família que ele poderia fazer algo a si próprio. Eles o trataram com teropterina, um derivado do ácido fólico; pode ter sido o primeiro humano a usá-lo. Ruth apresentou melhora dramática durante o verão de 1947, tanto que seu caso foi apresentado em um encontro científico por seus médicos, sem usar seu nome. Ruth foi capaz de viajar pelo país, fazendo trabalho promocional da Ford Motor Company pela American Legion Baseball. Apareceu novamente em outro dia de homenagens no Yankee Stadium em setembro, mas não estava bem o bastante para arremessar em um jogo de veteranos como ele esperava.
Sua melhoria foi apenas uma remissão temporária e no fim de 1947, Ruth não era capaz de ajudar com a redação de autobiografia, The Babe Ruth Story, que foi quase inteiramente escrita por um ghost-writer. Entrando e saindo do hospital em Nova Iorque, ele partiu para Flórida em fevereiro de 1948, fazendo as atividades que conseguia. Após seis semanas ele voltou para Nova Iorque para ir a uma festa de autógrafos de seu livro. Também viajou para a Califórnia para testemunhar a filmagem do livro.

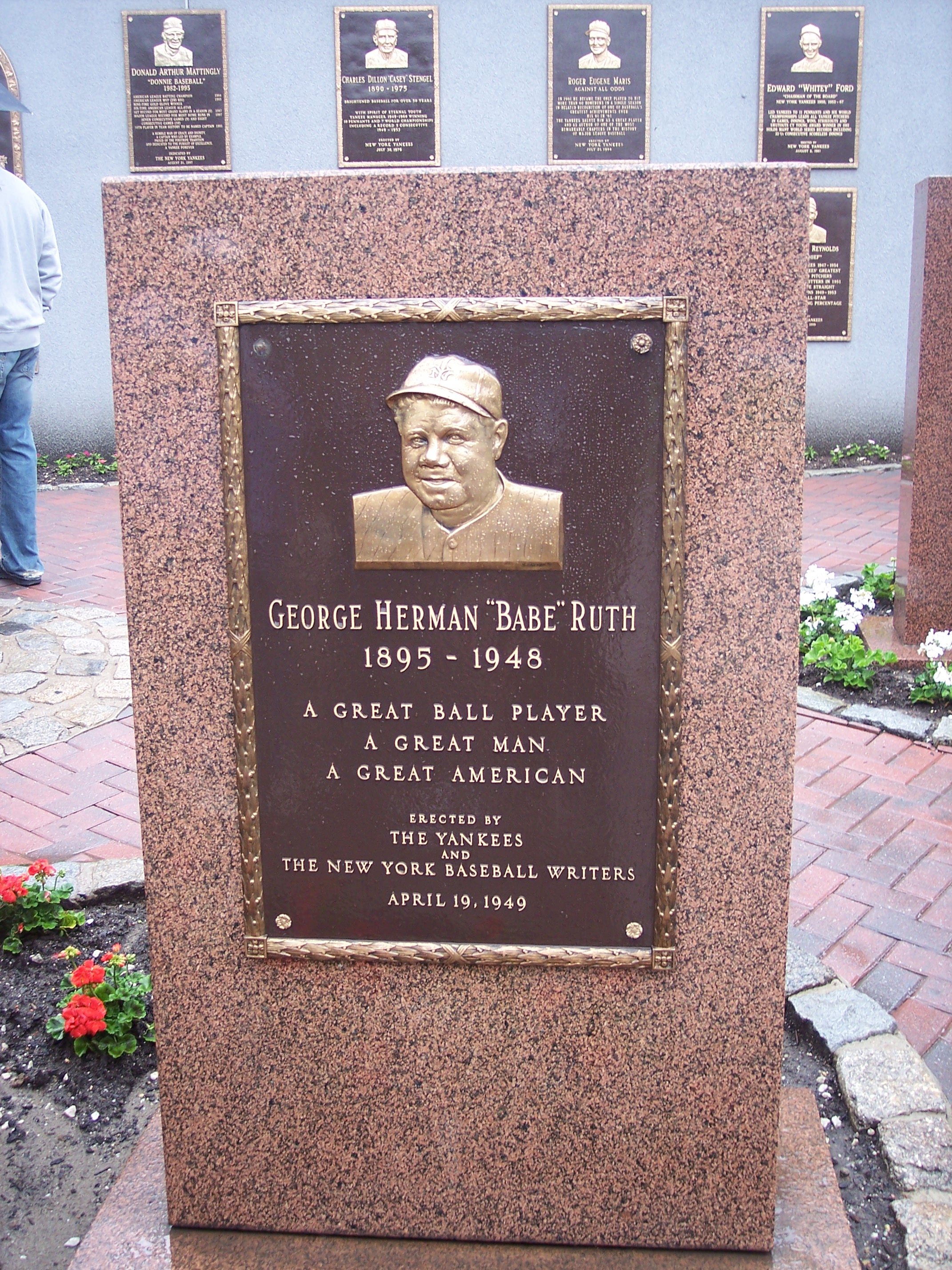
Tributo a Babe Ruth, no Monument Park, como visto no primeiro Yankee Stadium.

Em 5 de junho de 1948, um "magro e acabado" Ruth visitou a Universidade Yale para doar um manuscrito de The Babe Ruth Story para sua biblioteca. Em 13 de junho, Ruth visitou o Yankee Stadium pela última vez em sua vida aparecendo para a 25ª celebração de aniversário da "The House that Ruth Built". Nesta época, tinha perdido muito peso e tinha dificuldade em andar. Apresentado com outros companheiros de equipe ainda vivos de 1923, Ruth usou um bastão como bengala. A foto de Nat Fein de Ruth tirada pelas costas, de pé perto do home plate e encarando a "Ruthville" (campo direito) se tornou uma das mais famosas e amplamente divulgadas fotos de beisebol e venceu o Prémio Pulitzer.
Ruth fez uma última viagem em nome da American Legion Baseball, então deu entrada no Memorial Hospital, onde morreria. Nunca foi lhe dito que tinha câncer, mas antes de sua morte, tinha imaginado isso. Ele foi capaz de deixar o hospital para umas poucas viagens curtas, incluindo uma visita final à Baltimore. Em 26 de julho de 1948, Ruth deixou o hospital para assistir a première do filme  The Babe Ruth Story. Logo após, Ruth retornou ao hospital pela última vez. Ele mal conseguia falar. A condição de Ruth gradualmente se tornou pior; apenas uns poucos visitantes foram autorizados a vê-lo, um deles foi o presidente da Liga Nacional e futuro Comissário de Beisebol, Ford Frick. "Ruth estava tão magro que era inacreditável. Ele tinha sido um homem tão grande e os braços eram apenas pequenos ossos magros e seu rosto estava tão desfigurado", Frick contou anos mais tarde.
Milhares de nova-iorquinos, incluindo muitas crianças, fizeram vigília do lado de fora do hospital nos últimos dias de Ruth. Em 16 de agosto de 1948, às 20:01 h., Ruth morreu enquanto dormia aos 53. Ao invés de ir para uma casa funerária, seu caixão foi levado ao Yankee Stadium, onde permaneceria por dois dias; 77.000 prestaram tributo. Sua missa fúnebre aconteceu na Catedral de São Patrício; uma multidão estimada em 75.000 pessoas aguardava do lado de fora. Ruth foi enterrado na seção 25 do cemitério Gate of Heaven Cemetery em Hawthorne, Nova Iorque. Um epitáfio do cardeal Francis Spellman aparece em sua lápide. Sua segunda esposa, Claire Merritt Ruth, seria enterrada ao seu lado 28 anos mais tarde em 1976.

## Memorial e museu
Em 19 de abril de 1949, o Yankees inaugurou um monumento em granito em honra a Ruth no campo central do Yankee Stadium. O monumento estava localizado no campo de jogo e tributos similares a Huggins e Gehrig até o estádio ser remodelado em 1974–1975, que resultou nas cercas do campo externo se movendo para dentro e enclausurando os monumentos para dentro do campo de jogo. Esta área era conhecida como Monument Park. O Yankee Stadium, "the House that Ruth Built", foi reconstruído após a temporada de 2008 com o novo Yankee Stadium na rua em frente ao antigo; o Monument Park foi subsequentemente para um novo local atrás da cerca do campo central. O número 3 do uniforme de Ruth foi aposentado pelo Yankees, e ele é um dos cinco jogadores ou técnicos do Yankees a ter um monumento em granito dentro do estádio.
O Babe Ruth Birthplace Museum está localizado no número 216 da Emory Street, a casa em Baltimore onde Ruth nasceu e três quarteirões à oeste do Oriole Park at Camden Yards, onde o Baltimore Orioles da Liga Americana jogam. A propriedade foi restaurada e aberta ao público em 1973 pela fundação sem fins lucrativos Babe Ruth Birthplace Foundation, Inc. A viúva de Ruth, Claire, suas duas filhas, Dorothy e Julia, e sua irmã, Mamie, ajudaram a selecionar e instalar a exposição no museu.

## Impacto contemporâneo
Ruth foi a primeira estrela do beisebol a ser objeto de esmagador interesse pelo público. O beisebol já tinha estrelas anteriormente, tais como Cobb e  "Shoeless Joe" Jackson, mas ambos tinham relações pouco amigáveis com os fãs. No caso de Cobb, algumas vezes marcadas por violência. Os biógrafos de Ruth concordam que ele se beneficiou a partir do momento de sua ascensão como "Rei do Home Run", com uma América atingida duramente pela Primeira Guerra Mundial e pela gripe espanhola de 1918, ansiando por algo que ajudasse a esquecer esses traumas. Montville argumenta que uma figura "maior que a vida" capaz de proezas atléticas sem precedentes na maior cidade da nação, Ruth se tornou um ícone de significativas mudanças sociais que marcaram o início dos anos 1920. Glenn Stout nota em sua história do Yankees, "
Ruth era Nova Iorque encarnada - rude e cru, extravagante e chamativo, de grandes dimensões, fora de escala e absolutamente imparável".
Ruth se tornou um símbolo tão grande dos Estados Unidos que durante a Segunda Guerra Mundial, soldados japoneses gritavam em inglês: "Para o inferno com Babe Ruth", para enfurecer os soldados americanos. (Ruth retrucou dizendo que esperava que "todo japa que mencione meu nome leve um tiro"). Creamer registrou que "Babe Ruth transcendeu o esporte, foi para além dos limites artificiais de linhas e cercas do campo e páginas de esportes". Wagenheim afirmou: "Ele apelou para um anseio americano profundamente enraizado no clímax definitivo: limpo, rápido, indiscutível." De acordo com Glenn Stout, "Os home runs de Ruth eram exaltados, eram um experiência edificante que significava mais para os fãs do que qualquer corrida que ele fosse responsável. Um home run de Babe Ruth era um evento em si mesmo, que significava que tudo era possível."
A facilidade de Ruth em rebater home runs alterou o modo do beisebol ser jogado. Até 1920, home runs eram incomuns, e os técnicos tentavam vencer os jogos tendo um corredor em base e avançá-lo pelas bases para anotar corrida com roubo de bases, bunts e hit and runs. Os defensores do que foi chamado "inside baseball", tais como o técnico do Giants, McGraw, não gostavam do home run, o considerando uma mancha na pureza do jogo. De acordo com o cronista esportivo W. A. Phelon, após a temporada de 1920, o desempenho de Ruth naquela temporada e a resposta do público em entusiasmo e comparecimento ao estádio, "atestou para todo o sempre, que o público americano é mais apaixonado pelo home run do que um jogo de campo inteligente ou um arremessador que não permita rebatidas. Viva o Home Run e dois vivas para Babe Ruth, expoente do home run, e ofuscante estrela." Bill James notou: "Quando os donos das equipes descobriram que os fãs gostavam de ver home runs, e quando os fundamentos dos jogos foram simultaneamente colocados em perigo pela vergonha no Escândalo Black Sox, então não havia mais volta." Enquanto alguns, como McGraw e Cobb, lamentaram a morte do estilo antigo de jogo, os times rapidamente começaram a procurar e desenvolver rebatedores.
De acordo com o cronista esportivo contemporâneo Grantland Rice, apenas duas figuras do esporte dos anos 1920 se aproximaram de Ruth em popularidade—o boxeador Jack Dempsey e o cavalo de corrida Man o' War. Um dos fatores que contribuíram para o grande apelo de Ruth foi as incertezas sobre sua família e vida pregressa. Ruth apareceu para exemplificar a estória de sucesso americana, que mesmo sem educação, juventude sofisticada, sem família rica ou conexões, pode fazer algo melhor do que qualquer um no mundo. Montville nota que "a névoa [em torno de sua infância] fará dele para sempre acessível, universal. Ele será o patrono da possibilidade americana." Semelhantemente, o fato de que Ruth jogou quando um parcela relativamente pequena de seus fãs tiveram a oportunidade de vê-lo jogar, antes da era da cobertura televisiva do beisebol, permitiu que sua lenda crescesse através do boca-a-boca e da hipérbole dos repórteres esportivos. Reisler nota que rebatedores recentes que ultrapassaram a marca de 60 home runs de Ruth, tais como Mark McGwire e Barry Bonds, geraram muito menos entusiasmo do que quando Ruth repetidamente quebrava o recorde de home runs em temporada única nos anos 1920; Ruth dominou um mundo relativamente escasso de esportes, enquanto americanos da presente época tem muitos esportes disponíveis para assistir.

## Legado
Creamer denominou Ruth "uma figura única na história social dos Estados Unidos". Ruth entrou até mesmo na língua inglesa: uma figura dominante em campo, dentro ou fora dos esportes, é sempre chamada de "o Babe Ruth" daquela área. Semelhantemente, "Ruthian" se tornou em esportes: "colossal, dramático, prodigioso, magnífico, com grande poder."
Mais livros, Montville notou em 2006, tem sido escritos sobre Ruth, do que sobre qualquer outro membro Baseball Hall of Fame. Ao menos cinco destes livros (incluindo os de Creamer e de Wagenheim) foram escritos em 1973 e 1974, cronometrado para capitalizar sobre o aumento do interesse do público em Ruth pois Hank Aaron se aproximava de sua marca de home runs na carreira, que foi quebrado em 8 de abril de 1974. Aaron recorda que enquanto ele se aproximava do recorde de Ruth: "Eu não lembro de um dia naquele ano que eu não tenha ouvido o nome de Babe Ruth."
Montville sugere que Ruth é provavelmente ainda mais popular hoje do que era quando seu recorde de home runs na carreira foi quebrado por Aaron. A era da bola longa (home run) que Ruth começou continua no beisebol, para deleite dos fãs. Os proprietários das equipes constroem estádios que encorajam o home run, que são apresentados no SportsCenter e no Baseball Tonight a cada noite durante a temporada. A questão do uso de drogas para aumento de desempenho que tem perseguido rebatedores recentes de home runs como McGwire e Bonds, não fizeram que diminuísse a reputação de Ruth; seus excessos com cervejas e cachorros-quentes parecem fazer parte de um tempo mais simples.
Ruth tem sido considerado o maior jogador de beisebol em todo os tempos em várias pesquisas e rankings. Em 1998, o site The Sporting News o colocou em número um na lista dos "100 Maiores Jogadores de Beisebol". Em 1999, os fãs colocaram Ruth no Major League Baseball All-Century Team. Foi escolhido como o maior jogador de beisebol em votação comemorativa do 100º aniversário do beisebol profissional, em 1969. A Associated Press relatou em 1993 que Muhammad Ali ficou empatado com Babe Ruth como os atletas mais reconhecidos na América. Em votação ocorrida em 1999 feita pela ESPN, Ruth ficou em segundo como o segundo maior atleta americano do século, atrás de Michael Jordan. Em 1983, o United States Postal Service homenageou Ruth com a emissão de um selo de vinte centavos.

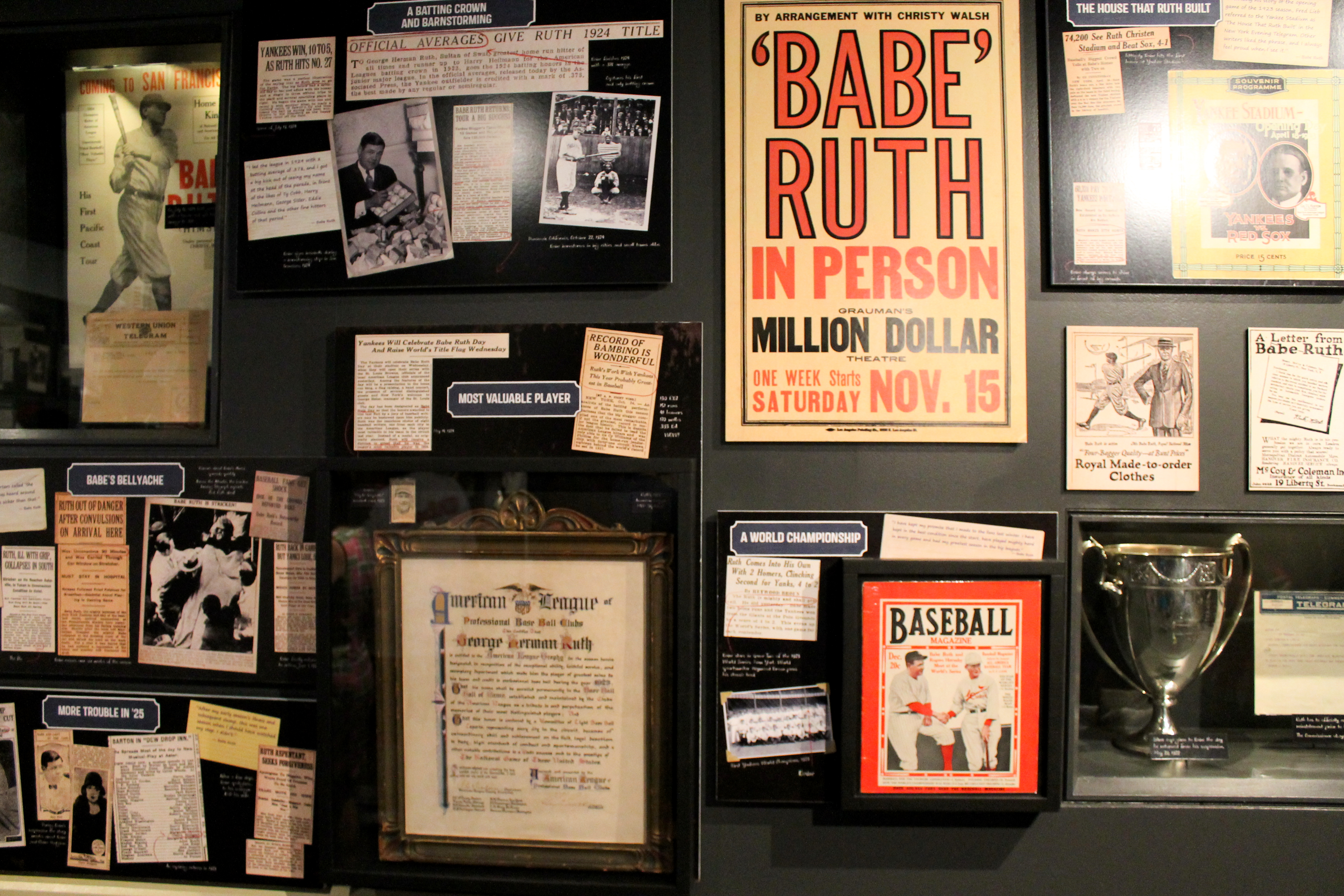
Memorabilia de Ruth no National Baseball Hall of Fame and Museum (2014)

Um sobrevivente da mania sobre Ruth pode ser a barra de chocolate Baby Ruth. A empresa original que fazia o produto de confeitaria, a Curtis Candy Company, sustentou que o nome do doce foi dado em homenagem a Ruth Cleveland, filha do antigo presidente Grover Cleveland. Ela morreu em 1904 e o doce foi primeiramente comercializado em 1921, no auge da mania do rebatedor. Ruth mais tarde procurou por doces que poderiam ser comercializados com seu nome; foi negada uma marcada registrada por causa do doce Baby Ruth já existente. Os arquivos da corporação de 1921 já não existem; a marca trocou de mãos diversas vezes e agora é propriedade da companhia Nestlé. A imagem de Ruth foi licenciada para uso em uma campanha publicitária do doce Baby Ruth em 1995. Devido a um acordo de marketing em 2005, a barra de Baby Ruth tornou-se a barra de chocolate oficial da Major League Baseball.
Montville nota a contínua relevância de Babe Ruth na cultura Americana, mais de três quartos de século após sua última rebatida em um jogo das grandes ligas:
A fascinação com sua vida e carreira continua. Ele é bombástico, um herói superficial de nossa bombástica história, desleixado, com origens  indeterminadas, um conto popular do sucesso americano. Sua cara de lua é tão reconhecível hoje como era quando ele olhou para Tom Zachary em uma certa tarde de setembro em 1927. Se o esporte se tornou a religião nacional, Babe Ruth é o padroeiro. Ele permanece no coração do jogo que ele jogou, a promessa de uma noite quente de verão, um saco de amendoins e uma cerveja. E apenas talvez, a bola mais longa rebatida para fora do parque.

### Artigos
- Wray, John. "George Sisler Is Better All-Round Player Than Babe Ruth, Says Rickey". The Claremore Messenger (May 9, 1919), p. 4
- Ruth, Babe; as told to Westbrook Pegler (uncredited). "Ruth, As a Kid, Learns to Play in Any Position". The Chicago Tribune. August 9, 1920.
- Reid, Sidney. "Meet the American Hero! An Interview With Babe Ruth". The Independent. August 14, 1920. Vol. 103, No. 3732. pp. 170-171 and 192-194.
- Goewey, Edwin. "What Babe Has Done to Baseball". Leslie's Illustrated Weekly. July 23, 1921. Vol. 133, No. 3430. pp. 128-129 and 142.
- Fullerton, Hugh. "Why Babe Ruth is Greatest Home-Run Hitter". Popular Science Monthly. October 1921. Vol. 99, No. 4. pp. 19-21 and 110.
- Britt, Raymond. "On the Sidelines: Another Popular Idol Upset by the Public Who Made Him". Outing. August 1922. Vol. 80, No. 5.
- Broun, Heywood. "Cutting the Heart of the Plate". Judge. August 12, 1922. Vol. 82, No. 2128.
- Salsinger, H.D. "When 'Babe' Ruth Was Beaten by John McGraw". Literary Digest. December 2, 1922. pp. 57–61.
- Chadwick, George. "Ban Johnson Bans Babe Ruth Bludgeon". The Delmarvia Star. August 19, 1923.
- Crump, Irving. "The Power Behind Babe Ruth's Big Bat: Artie McGovern Tells His Training Secrets". Boys' Life. June 1927.
- Gould, Alan J. (AP). "Colorful Batting Duel Between Gehrig and Babe Ruth Gets Fans Excited". The San Pedro Daily News. July 5, 1927.
- Albelli, A.A. "Babe Ruth's Homerun Secrets". Popular Mechanics. March 1928.
- Associated Press. "'My Final Year as a Regular,' Says Babe Ruth: Home Run King Wants Job as Manager". The Chicago Tribune. August 11, 1934.
- Brietz, Eddie (AP). "Three Major League Clubs After Ruth: Babe Wanted as Assistant to Managers". The St. Petersburg Independent. December 14, 1934.
- Utley, William. "Unemployment Problem Solved; Babe Finds Job". The Palouse Republic. March 29, 1935.
- Abrams, Al. "Sidelights on Sports". The Pittsburgh Post-Gazette. May 27, 1935.
- Meier, Ted (AP). "Babe Ruth May Return to Bat". The Prescott Courier. June 9, 1944.
- Associated Press. "Baseball Pays Tribute to Babe Ruth Tomorrow". The Nashua Telegraph. April 26, 1947.
- Mosher, Jeff. "Playing Square: Ruth's Holdout Sieges Here In Sunshine City Made Baseball History". The St. Petersburg Independent. August 17, 1948.
- Smith, Ellen. "Where They Lived". New York Magazine. March 7, 1983.
- Seelhorst, Mary. "PM People: Babe Ruth". Popular Mechanics. June 2003.

### Livros
- Meany, Tom (1947). Babe Ruth: The Big Moments of the Big Fella. New York: A.S. Barnes.
- Hoyt, Waite (1948). Babe Ruth As I Knew Him. New York: Dell Publishing.
- Ruth, Babe; Considine, Tom (1948). The Babe Ruth Story. New York: E.P. Dutton.
- Ruth, Babe; Cobb, William R. (2011). Playing the Game: My Early Years in Baseball. Minneola, NY: Dover Publications. ISBN 978-0-486-47694-0.
- Leavy, Jane (2018). The Big Fella: Babe Ruth and the World He Created. Harper. ISBN 978-0-0623-8022-7